# Список эпизодов мультсериала «Бивис и Баттхед»
Ниже представлен список серий мультипликационного сериала «Бивис и Баттхед» шедшего на канале MTV. Сериал начался с двух анимационных роликов созданных Майком Джаджем в 1992 году («Frog Baseball» и «Peace, Love & Understanding»), которые были показаны на Liquid Television.
Очень часто две серии по одиннадцать минут транслировались подряд, в течение тридцати минут, с учётом того, что они перебивались рекламой и музыкальными клипами. В более поздних сезонах короткие серии на семь минут шли подряд по три. Такие блоки также укладывались в 30 минут. Были растянутые серии, которые заполняли все полчаса (или больше) отведенного для них времени. Список серий представлен в том порядке, в котором они появлялись в эфире, так как реальная очередность их выпуска никогда не была официально опубликована. Многие серии выходили на DVD, как например сборник Beavis and Butt-Head: The Mike Judge Collection.

## Обзор сезонов
| Сезон | Сезон    | Серий | Показы           | Показы           |
| Сезон | Сезон    | Серий | Первый эпизод    | Последний эпизод |
| ----- | -------- | ----- | ---------------- | ---------------- |
|       | Пилотные | 2     | 22 сентября 1992 | 17 ноября 1992   |
|       | 1        | 3     | 8 марта 1993     | 25 марта 1993    |
|       | 2        | 26    | 17 мая 1993      | 15 июля 1993     |
|       | 3        | 31    | 6 сентября 1993  | 5 марта 1994     |
|       | 4        | 32    | 14 марта 1994    | 19 июля 1994     |
|       | 5        | 50    | 31 октября 1994  | 12 октября 1995  |
|       | 6        | 20    | 31 октября 1995  | 7 марта 1996     |
|       | 7        | 41    | 26 января 1997   | 28 ноября 1997   |
|       | 8        | 22    | 27 октября 2011  | 29 декабря 2011  |
|       | 9        | 23    | 4 августа 2022   | 13 октября 2022  |
|       | 10       | 24    | 20 апреля 2023   | 29 июня 2023     |
|       | 11       |       | 3 сентября 2025  |                  |

## Список серий

### Пилотные серии (1992)
Эти серии изначально вышли на Liquid Television и не включали в себя видеоклипы.
| № | № | Название                      | Премьерный показ |
| --- | - | ----------------------------- | ---------------- |
| 1 | 1 | «Frog Baseball»               | 22 сентября 1992 |
| Бивис и Баттхед играют в бейсбол используя лягушку в качестве мяча. Использованное видео: Оригинальная серия с Liquid Television «Frog Baseball» не имела видеоклипов, они появились позже, когда эпизод перебрался на MTV. На MTV серия шла в двух разных версиях, которые отличались разным набором клипов. Версия 1 - Milli Vanilli — «Girl You Know It’s True» - Guns N’ Roses — «Garden of Eden» - Dire Straits — «Walk of Life» - Wilson Phillips — «Release Me» - Technotronic featuring Ya Kid K — «Move This» - Kiss — «Rock and Roll All Nite» Версия 2 - David Lee Roth — «Yankee Rose» - Kiss — «Rock and Roll All Nite» - Guns N’ Roses — «Garden of Eden» - Technotronic featuring Ya Kid K — «Move This» - GWAR — «The Road Behind» - Sir Mix-a-Lot — «Baby Got Back» - LL Cool J — «Big Ole Butt» - Wreckx-n-Effect — «Rump Shaker» |   |                               |                  |
| 2 | 2 | «Peace, Love & Understanding» | 17 ноября 1992   |
| Бивис и Баттхед отправляются на ралли монстр-траков, где в пыли встречают древнеримское божество. В этой серии впервые появляется Дэвид ван Дриссен. Использованное видео: Оригинальная серия с Liquid Television «Peace, Love & Understanding» не имела видеоклипов, они появились позже, когда эпизод перебрался на MTV. - Joey Lawrence — «Nothin’ My Love Can’t Fix» - Biz Markie — «Spring Again» - Jane’s Addiction — «Been Caught Stealing» - Mötley Crüe — «Kickstart My Heart» - Bob Geldof — «The Great Song of Indifference» - Sir Mix-a-Lot — «Baby Got Back» - LL Cool J — «Big Ole Butt» - Wreckx-n-Effect — «Rump Shaker» - Guns N’ Roses — «Paradise City» - Don Johnson — «Heartbeat» |   |                               |                  |

### Сезон 1 (1993)
| № | № | Название       | Премьерный показ |
| --- | - | -------------- | ---------------- |
| 3 | 1 | «Door-to-Door» | 8 марта 1993     |
| Ван Дриссен даёт задание пройтись по домам и собрать деньги на благотворительность. Использованное видео: - Suicidal Tendencies — «Send Me Your Money» - Sir Mix-a-Lot — «Baby Got Back» - Richard Marx — «Take This Heart» - Life, Sex & Death — «School’s for Fools» - Madonna — «Erotica» - Nine Inch Nails — «Head Like a Hole» |   |                |                  |
| 4 | 2 | «Give Blood»   | 8 марта 1993     |
| Бивис и Баттхед решили сдать кровь, что бы подзаработать, но крови у них получается сдать немного больше запланированного. Альтернативное название серии "Blood Drive". Использованное видео: - Olivia Newton-John — «Physical» - Ramones — «I Wanna Be Sedated» - Big Daddy Kane featuring Barry White — «All of Me» - Judas Priest — «Painkiller» - Concrete Blonde — «Bloodletting (The Vampire Song)» - Megadeth — «Symphony of Destruction» - Sinéad O’Connor — «Nothing Compares 2 U» - Scatterbrain — «Don’t Call Me Dude» - Jackyl — «The Lumberjack» |   |                |                  |
| 5 | 3 | «Balloon»      | 25 марта 1993    |
| Бивис и Баттхед отправляются на водное шоу смотреть на дельфинов. Использованное видео: - Red Hot Chili Peppers — «Higher Ground» - Slim Whitman — «I Remember You» - RuPaul — «Supermodel (You Better Work)» - Faith No More — «Falling to Pieces» - AC/DC — «Dirty Deeds Done Dirt Cheap (Live)» - Pat Benatar — «Love Is a Battlefield» - Michael Jackson — «Black or White» |   |                |                  |

### Сезон 2 (1993)
| № | №  | Название                       | Премьерный показ |
| --- | -- | ------------------------------ | ---------------- |
| 6 | 1  | «Scientific Stuff»             | 17 мая 1993      |
| Дарья вынуждена работать вместе с Бивисом и Баттхедом для школьного проекта. Она ставит перед собой цель доказать, что у глупости может быть научное объяснение. Первое появление Дарьи в сериале. Использованное видео: - Oingo Boingo — «Weird Science» - The Cult — «Fire Woman» - Danzig — «How the Gods Kill» - INXS — «Devil Inside» - Faith No More — «Epic» |    |                                |                  |
| 7 | 2  | «Good Credit»                  | 17 мая 1993      |
| Бивис и Баттхед находят кредитную карточку Тома Андерсона и используют её в зоомагазине. Первое появление Тома Андерсона. Использованное видео: - Loverboy — «Working for the Weekend» - The Bangles — «Manic Monday» - Ramones — «Pet Sematary» - John Mellencamp — «Pop Singer» - Soundgarden — «Rusty Cage» |    |                                |                  |
| 8 | 3  | «Burger World»                 | 18 мая 1993      |
| Мистер Андерсон пытается получить свой заказ в ресторане быстрого обслуживания (место работы Бивиса и Баттхеда). Использованное видео: - Jeremy Jordan — «The Right Kind of Love» - ZZ Top — «Legs» - Biohazard — «Punishment» - Deee-Lite — «Groove Is in the Heart» |    |                                |                  |
| 9 | 4  | «Baby Makes Uh, Three»         | 18 мая 1993      |
| Дети в классе разделяются на пары мальчик-девочка и тренер Брэдли Баззкат (его первое появление в сериале) раздаёт каждой паре мешочек сахара одетый в подгузник, дети должны ухаживать за этим «ребёнком». Поскольку никто не хочет быть в паре с Бивисом или Баттхедом они образуют «нетрадиционную пару» друг с другом. Использованное видео: - U2 — «One» - Aerosmith — «Rag Doll» - Katrina and the Waves — «Walking on Sunshine» - Garth Brooks — «The Thunder Rolls» - Nine Inch Nails — «Wish» |    |                                |                  |
| 10 | 5  | «Beware of the Butt»           | 19 мая 1993      |
| Бивис и Баттхед фотографируют толстую женщину, которая желает отомстить им. Использованное видео: - David Lee Roth — «Yankee Rose» - L7 — «Pretend We’re Dead» - Helmet — «Unsung» - Nelson — «(Can’t Live Without Your) Love and Affection» - GWAR — «The Road Behind» |    |                                |                  |
| 11 | 6  | «At the Sideshow»              | 19 мая 1993      |
| Бивис и Баттхед посещают шоу фриков. Использованное видео: - Aerosmith — «Livin’ on the Edge» - The Jackson 5 — «Torture» - Culture Club — «Karma Chameleon» - Talking Heads — «Wild Wild Life» - Michael Damian — «Rock On» - Golden Earring — «Twilight Zone» |    |                                |                  |
| 12 | 7  | «Customers Suck»               | 20 мая 1993      |
| Бивис и Баттхед дурачатся в «Мире бургеров» — грубят и отказываются обслуживать клиентов. Использованное видео: - Public Image Ltd — «Rise» - Wang Chung — «Everybody Have Fun Tonight» - Wham! — «Wake Me Up Before You Go-Go» - The Pursuit of Happiness — «Cigarette Dangles» - Nirvana — «Smells Like Teen Spirit» |    |                                |                  |
| 13 | 8  | «Sick»                         | 20 мая 1993      |
| У Бивиса и Баттхеда насморк и они решают обратиться к врачу. Использованное видео: - Mötley Crüe — «Dr. Feelgood» - Billy Idol — «Dancing with Myself» - New Kids on the Block — «Hangin’ Tough» - Alice in Chains — «Them Bones» |    |                                |                  |
| 14 | 9  | «Home Improvement»             | 24 мая 1993      |
| Том Андерсон нанимает Бивиса и Баттхеда для покраски дома, но надышавшись краской они начинают действовать более творчески. Использованное видео: - Frankie Goes to Hollywood — «Two Tribes» - Biz Markie — «Just a Friend» - White Zombie — «Black Sunshine» - Edie Brickell & New Bohemians — «What I Am» |    |                                |                  |
| 15 | 10 | «Way Down Mexico Way»          | 26 мая 1993      |
| Бивис и Баттхед вместе с другом Дэйвом отправляются в Мексику, чтобы обзавестись фейерверками. Использованное видео: - Wall of Voodoo — «Mexican Radio» - Pantera — «Psycho Holiday» - Ofra Haza — «Im Nin’alu» - Cycle Sluts from Hell — «I Wish You Were a Beer» - Depeche Mode — «I Feel You» |    |                                |                  |
| 16 | 11 | «Way Down Mexico Way, Part II» | 26 мая 1993      |
| Бивис, Баттхед и Дэйв возвращаются в Америку пытаясь провезти наркотики в презервативах. Использованное видео: - Gerardo Mejía — «Rico Suave» - Ministry — «N.W.O.» - Soundgarden — «Outshined» - AC/DC — «Highway to Hell (Live)» - Texas Tornados — «Adios Mexico» |    |                                |                  |
| 17 | 12 | «At the Movies»                | 31 мая 1993      |
| Бивис и Баттхед посещают кинотеатр под открытым небом и взрывают унитаз в общественном туалете. Использованное видео: - Kool Moe Dee — «Wild Wild West» - The Power Station — «Get It On (Bang a Gong)» - House of Pain — «Shamrocks & Shenanigans» - The Sugarcubes — «Walkabout» - AC/DC — «You Shook Me All Night Long» |    |                                |                  |
| 18 | 13 | «No Laughing»                  | 2 июня 1993      |
| Директор МакВикер принимает радикальное решение в отношении Бивиса и Баттхеда, чтобы не быть исключёнными из школы и переведёнными в спецшколу им придётся не смеяться целую неделю. Использованное видео: - Ween — «Push Th' Little Daisies» - Carmen Electra — «Everybody Get On Up» - Butthole Surfers — «Who Was in My Room Last Night?» - Beastie Boys — «So What’cha Want» - Amy Grant — «Baby, Baby»                                                                                            |    |                                |                  |
| 19 | 14 | «No Laughing, Part II»         | 2 июня 1993      |
| Бивис и Баттхед всё также не должны смеяться в школе, но их ждёт урок о половом воспитании... Использованное видео: - Toni Basil — «Mickey» - Scorpions — «Rock You Like a Hurricane», - Reba McEntire — «Take It Back» - Duran Duran — «Come Undone» - Corrosion of Conformity — «Dance of the Dead» |    |                                |                  |
| 20 | 15 | «The Butt-head Experience»     | 7 июня 1993      |
| Баттхед засыпает во время работы в «Мире бургеров» и видит сон, где он вместе с Бивисом рок-звёзды. Использованное видео: - Winger — «Seventeen» - Nudeswirl — «F-Sharp» - Kiss — «I Love It Loud» - Eddie Murphy — «Put Your Mouth on Me» - A-ha — «Take On Me» - Big Country — «In a Big Country» |    |                                |                  |
| 21 | 16 | «Lawn & Garden»                | 9 июня 1993      |
| Бивис и Баттхед выполняют работу для мистера Андерсона, а именно борются с деревом. Использованное видео: - Doctor and the Medics — «Spirit in the Sky» - David Lee Roth — «Just Like Paradise» - Kris Kross — «Warm It Up» - Digital Underground — «The Humpty Dance» |    |                                |                  |
| 22 | 17 | «Stewart’s House»              | 14 июня 1993     |
| Бивис и Баттхед смотрят телевизор в гостях у Стюарта, но им это быстро надоедает и они принимаются громить дом. Использованное видео: - The Cars — «You Might Think» - Art of Noise — «Kiss» - Twisted Sister — «I Wanna Rock» - Spinal Tap — «The Majesty of Rock» |    |                                |                  |
| 23 | 18 | «For Better or Verse»          | 17 июня 1993     |
| По заданию мистера Ван Дриссена на уроке Бивис и Баттхед сочиняют хайку. Использованное видео: - Debbie Gibson — «Out of the Blue» - Black Sabbath — «Iron Man» - Das EFX — «They Want EFX» - Fishbone — «Fight the Youth» |    |                                |                  |
| 24 | 19 | «Bedpans & Broomsticks»        | 21 июня 1993     |
| Бивис и Баттхед хулиганят в больнице, отобрав скутер у одного из пациентов. Использованное видео: - Joe Cocker — «Unchain My Heart» - Izzy Stradlin — «Shuffle It All» - D.R.I. — «Acid Rain» - Enuff Z’nuff — «Fly High Michelle» - King Missile — «Detachable Penis» |    |                                |                  |
| 25 | 20 | «Babes R Us»                   | 23 июня 1993     |
| Бивис и Баттхед подражают борцам в грязи. Использованное видео: - Salt-N-Pepa — «Push It» - Bobby Brown — «Humpin’ Around» - Butthole Surfers — «Dust Devil» - R.E.M. — «Pop Song 89» - Babes in Toyland — «Bruised Violet» |    |                                |                  |
| 26 | 21 | «Yogurt’s Cool»                | 28 июня 1993     |
| Бивису и Баттхеду нужен йогурт и он должен быть точно таким же, как в рекламе. Использованное видео: - Rick James — «Super Freak» - Scandal — «Goodbye to You» - T’Pau — «Heart and Soul» - White Zombie — «Thunder Kiss '65» - Jane’s Addiction — «Mountain Song» |    |                                |                  |
| 27 | 22 | «Heroes»                       | 30 июня 1993     |
| Бивис и Баттхед стреляют по тарелочкам. Использованное видео: - The Cramps — «Bikini Girls with Machine Guns» - Grim Reaper — «See You in Hell» - King’s X — «Black Flag» - Nitzer Ebb — «Godhead» |    |                                |                  |
| 28 | 23 | «Sign Here»                    | 19 марта 1993    |
| Ван Дриссен даёт задание классу собрать подписи для петиции против магазина меховой одежды. Использованное видео: - Hall & Oates — «Maneater» - Def Leppard — «Animal» - Huey Lewis and the News — «I Want a New Drug» - The Dead Milkmen — «Smokin’ Banana Peels» - Young MC — «Principal’s Office» - Red Hot Chili Peppers — «Show Me Your Soul» |    |                                |                  |
| 29 | 24 | «Washing the Dog»              | 8 июля 1993      |
| Бивис и Баттхед в надежде подзаработать пытаются помыть собаку мистера Андерсона. Использованное видео: - Porno for Pyros — «Pets» - Soundgarden — «Outshined» - Black Box — «Everybody Everybody» - Stray Cats — «Rock This Town» |    |                                |                  |
| 30 | 25 | «Friday Night»                 | 14 июля 1993     |
| В пятницу вечером в Максимарте Бивис и Баттхед знакомятся с байкершей. Использованное видео: - Gerardo Mejía — «Rico Suave» - Bow Wow Wow — «I Want Candy» - Gruntruck — «Crazy Love» - Color Me Badd — «I Want to Sex You Up» - Terence Trent D’Arby — «She Kissed Me» |    |                                |                  |
| 31 | 26 | «Be All You Can Be»            | 15 июля 1993     |
| Бивис и Баттхед размышляют на тему поступления на службу в вооружённые силы. Использованное видео: - Quiet Riot — «Cum On Feel the Noize» - Ministry — «N.W.O.» - AC/DC — «Highway to Hell» - Life, Sex & Death — «Tank» |    |                                |                  |

### Сезон 3 (1993/94)
| № | №                     | Название                                             | Премьерный показ |
| --- | --------------------- | ---------------------------------------------------- | ---------------- |
| 32 | 1                     | «Comedians»                                          | 6 сентября 1993  |
| Бивис и Баттхед пробуют себя в жанре стендап. Использованное видео: - Primus — «My Name Is Mud» - Tiffany — «I Think We’re Alone Now» - Vince Neil — «Sister of Pain» - Belly — «Feed the Tree» |                       |                                                      |                  |
| 33 | 2                     | «Carwash»                                            | 6 сентября 1993  |
| Бивис и Баттхед моют Chevrolet Corvair, чтобы заработать на батарейки. Использованное видео: - 24-7 Spyz — «Stuntman» - Bon Jovi — «In These Arms» - Vanessa Williams — «Work to Do» |                       |                                                      |                  |
| 34 | 3                     | «Couch-Fishing»                                      | 7 сентября 1993  |
| Бивис и Баттхед рыбачат сидя на диване и забрасывая удочку в окно. Использованное видео: - INXS — «Not Enough Time» - Danzig — «Mother» - Suicidal Tendencies — «Institutionalized» - Bee Gees — «Jive Talkin'» |                       |                                                      |                  |
| 35 | 4                     | «Incognito»                                          | 8 сентября 1993  |
| Дуэт решает замаскироваться, чтобы их не узнали. Теперь они инкогнито. Использованное видео: - Run-D.M.C. — «Down with the King» - Megadeth — «Sweating Bullets» - Frank Black — «Los Angeles» |                       |                                                      |                  |
| 36 | 5                     | «Kidnapped»                                          | 8 сентября 1993  |
| Бивис и Баттхед ради выкупа решают похитить Стюарта. Использованное видео: - Kix — «Cool Kids» - Kylie Minogue — «The Loco-Motion» - Raging Slab — «Anywhere But Here» - White Zombie — «Welcome to Planet Motherfucker» |                       |                                                      |                  |
| 37 | 6                     | «Kidnapped, Part II»                                 | 8 сентября 1993  |
| Продолжение истории с «похищением» Стюарта. Использованное видео: - Led Zeppelin — «Over the Hills and Far Away» - The Shamen — «Ebeneezer Goode» - Blondie — «Rapture» - Beastie Boys — «Gratitude» |                       |                                                      |                  |
| 38 | 7                     | «Naked Colony»                                       | 13 сентября 1993 |
| Бивис и Баттхед решили примкнуть к нудистам. Использованное видео: - Stone Temple Pilots — «Plush» - Karyn White — «The Way I Feel About You» - Cycle Sluts from Hell — «I Wish You Were a Beer» - Odds — «Heterosexual Man» |                       |                                                      |                  |
| 39 | 8                     | «Tornado»                                            | 14 сентября 1993 |
| Бивис и Баттхед во время торнадо знакомятся с двумя девушками в парке трейлеров, которые хотят заняться сексом перед смертью. Использованное видео: - Ministry — «Just One Fix» - Accept — «Balls to the Wall» - Samantha Fox — «Naughty Girls (Need Love Too)» - PJ Harvey — «50 ft Queenie» |                       |                                                      |                  |
| 40 | 9                     | «Cleaning House»                                     | 20 сентября 1993 |
| Бивис и Баттхед нанимаются на работу к своему учителю Дэвиду ван Дриссену и ломают всю его коллекцию винила. Использованное видео: - Krokus — «School’s Out» - The Mission — «Like a Child Again» - Army of Lovers — «Crucified» |                       |                                                      |                  |
| 41 | 10                    | «Scratch 'n' Win»                                    | 21 сентября 1993 |
| Дуэт выигрывает в лотерею $500. Использованное видео: - ZZ Top — «Viva Las Vegas» - MARRS — «Pump Up the Volume» - Alien Sex Fiend — «Now I’m Feeling Zombified» - Ugly Kid Joe — «Neighbor» |                       |                                                      |                  |
| 42 | 11                    | «Scared Straight»                                    | 27 сентября 1993 |
| Бивис и Баттхед на экскурсии в тюрьме. Использованное видео: - Judas Priest — «Breaking the Law» - U2 — «Lemon» - Plasmatics — «The Damned» - The Dead Milkmen — «Punk Rock Girl» |                       |                                                      |                  |
| 43 | 12                    | «Eating Contest»                                     | 30 сентября 1993 |
| Бивис и Баттхед принимают участие в конкурсе по поеданию сосисок. Использованное видео: - U2 — «Mysterious Ways» - Circus of Power — «Heaven or Hell» - David Lee Roth — «Just a Gigolo/I Ain’t Got Nobody» |                       |                                                      |                  |
| 44 | 13                    | «Sporting Goods»                                     | 4 октября 1993   |
| Бивис и Баттхед отправляются в магазин для покупки спортивных принадлежностей для занятия физкультурой. Использованное видео: - Red Hot Chili Peppers — «Breaking the Girl» - DJ Jazzy Jeff & the Fresh Prince — «Girls Ain’t Nothing but Trouble» |                       |                                                      |                  |
| 45 | 14                    | «Sperm Bank»                                         | 7 октября 1993   |
| Дуэт решает заработать на продаже спермы. Использованное видео: - Peter Gabriel — «Sledgehammer» - Pantera — «Mouth for War» - Siouxsie and the Banshees — «Peek-a-Boo» - Red Hot Chili Peppers — «Suck My Kiss» |                       |                                                      |                  |
| 46 | 15                    | «Buff 'n' Stuff»                                     | 14 октября 1993  |
| Бивис и Баттхед под руководством тренера Баззката пытаются выполнять силовые упражнения. Использованное видео: - Milli Vanilli — «Baby, Don’t Forget My Number» - Journey — «Separate Ways» - Onyx featuring Biohazard — «Slam» - Eddie Money — «Shakin» |                       |                                                      |                  |
| 47 | 16                    | «Citizen Butt-head»                                  | 18 октября 1993  |
| Бил Клинтон должен посетить школу и директор МакВикер делает всё возможное, чтобы отвлечь Бивиса и Баттхеда на это время. Использованное видео: - Tag Team — «Whoomp! There It Is» - Daisy Chainsaw — «Love Your Money» - Tool — «Sober» |                       |                                                      |                  |
| 48 | 17                    | «Citizen Butt-head, Part II»                         | 18 октября 1993  |
| ShortSummary = Бивис и Баттхед посещают встречу с президентом Клинтоном. Использованное видео: - Rollins Band — «Low Self Opinion» - Suzanne Vega — «Blood Makes Noise» - The Georgia Satellites — «Keep Your Hands to Yourself» | LineColor = 013468 }} |                                                      |                  |
| 49 | 18                    | «Politically Correct»                                | 21 октября 1993  |
| Дуэт участвует в школьных выборах на пост казначея класса. Использованное видео: - Yoko Ono — «My Man» - Metallica — «One» - The Beloved — «Sweet Harmony» |                       |                                                      |                  |
| 50 | 19                    | «Ball Breakers»                                      | 25 октября 1993  |
| Бивис и Баттхед играют с шаром для боулинга Тома Андерсона. Использованное видео: - Dread Zeppelin — «Heartbreaker» - Skatenigs — «Chemical Imbalance» - Skid Row — «Monkey Business» |                       |                                                      |                  |
| 51 | 20                    | «Meet God»                                           | 28 октября 1993  |
| Дуэт подвозят на машине приверженцы культа и Бивис и Баттхед попадают под их влияние. Использованное видео: - Helloween — «Halloween» - The Dickies — «Killer Klowns» - The Sisters of Mercy — «Doctor Jeep» - Electric Sun — «The Night the Master Comes» - Prong — «Prove You Wrong» |                       |                                                      |                  |
| 52 | 21                    | «Meet God, Part II»                                  | 28 октября 1993  |
| Приключения Бивиса и Баттхеда внутри культа. Использованное видео: - Alice Cooper — «Welcome to My Nightmare» - Bauhaus — «Ziggy Stardust» - Madonna — «Fever» - Bananarama — «Venus» |                       |                                                      |                  |
| 53 | 22                    | «True Crime»                                         | 1 ноября 1993    |
| Бивис и Баттхед находят в местном отделении банка банковскую карточку и случайно угадывают пин-код. Использованное видео: - Vanilla Ice — «Ice Ice Baby» - Alice in Chains — «Man in the Box» - Grace Jones — «Demolition Man» - The Trash Can Sinatras — «Hay Fever» |                       |                                                      |                  |
| 54 | 23                    | «The Trial»                                          | 4 ноября 1993    |
| Бивис и Баттхед отвечают перед судом за вандализм. Это не страшно ведь Баттхед знает как надо правильно себя вести, он смотрел по ящику программу про суд. Использованное видео: - The Cult — «Lil' Devil» - George Michael — «Killer / Papa Was a Rollin’ Stone» - Edie Brickell & New Bohemians — «What I Am» |                       |                                                      |                  |
| 55 | 24                    | «The Crush»                                          | 8 ноября 1993    |
| Дуэт пытается примкнуть к банде Тодда, но для начала их прокатывают в багажнике. Использованное видео: - Rick James — «Super Freak» - Scandal — «Goodbye to You» - T’Pau — «Heart and Soul» - Biz Markie — «Just a Friend» - Joan Jett — «Do You Wanna Touch Me» - Depeche Mode — «I Feel You» |                       |                                                      |                  |
| 56 | 25                    | «Plate Frisbee»                                      | 11 ноября 1993   |
| Бивис и Баттхед используют антикварные вещи матери Стюарта как фрисби. Использованное видео: - Dolly Parton — «More Where That Came From» - King Missile — «Martin Scorsese» - Quicksand — «Dine Alone» - Chris Isaak — «Wicked Game» |                       |                                                      |                  |
| 57 | 26                    | «Canoe»                                              | 15 ноября 1993   |
| Ван Дриссен, Сюарт, Бивис и Баттхед сплавляются на каноэ. Использованное видео: - Frank Zappa — «You Are What You Is» - The Europeans — «We Are Animals» - Motörhead — «No Voices in the Sky» - The Replacements — «Bastards of Young» |                       |                                                      |                  |
| 58 | 27                    | «Young, Gifted, & Crude»                             | 25 ноября 1993   |
| Ученики решают тест. Бивис и Баттхед выбирают один вариант ответа на все вопросы и имеют самый лучший результат в классе, тогда их переводят в класс для одарённых. Использованное видео: - Infectious Grooves — «Three Headed Mind Pollution» - Ethyl Meatplow — «Devil’s Johnson» - Rockwell — «Somebody’s Watching Me» |                       |                                                      |                  |
| 59 | 28                    | «Foreign Exchange»                                   | 9 декабря 1993   |
| Дуэт знакомится со студентом по обмену из Японии. Использованное видео: - Madness — «One Step Beyond» - Jordy — «Dur dur d’être bébé!» - Cypress Hill — «Insane in the Brain» - Art of Noise — «Close (To the Edit)» |                       |                                                      |                  |
| CS1 | 29                    | «A Very Special Christmas With Beavis and Butt-head» | 17 декабря 1993  |
| Расширенная серия, спец-выпуск к Рождеству. Использованное видео: - Hall & Oates — «Jingle Bell Rock» - Leon Redbone with Dr. John — «Frosty the Snowman» - Bing Crosby with David Bowie — «The Little Drummer Boy» - Band Aid — «Do They Know It’s Christmas?» - Tony Bennett — «White Christmas» - Elmo and Patsy — «Grandma Got Run Over By a Reindeer» - Billy Squier — «Christmas Is the Time to Say I Love You» - Hoodoo Gurus — «The Little Drummer Boy» - The California Raisins — «Rudolph, the Red-Nosed Reindeer» - Run-D.M.C. — «Xmas in Hollis» - Bad News — «Cashing in on Christmas» - David Johansen — «Zat You Santa Claus?» - Max Headroom — «Merry Christmas Santa Claus» - Ramones — «Merry Christmas (I Don’t Want to Fight Tonight)» |                       |                                                      |                  |
| 60 | 30                    | «Closing Time»                                       | 23 декабря 1993  |
| Оставшись после закрытия в «Мире бургеров» Бивис и Баттхед устраивают хаос. Использованное видео: - Björk — «Human Behaviour» - Peter Gabriel — «Kiss That Frog» |                       |                                                      |                  |
| 61 | 31                    | «Most Wanted»                                        | 5 марта 1994     |
| Расширенная серия. Из тюрьмы сбежал особо опасный преступник, гражданам лучше оставаться в своих домах. Использованное видео: - PJ Harvey — «Man-Size» - The Flaming Lips — «She Don’t Use Jelly» - Type O Negative — «Black No. 1 (Little Miss Scare-All)» - Love and Rockets — «No New Tale to Tell» - Billy Joel — «Uptown Girl» - Clutch — «A Shogun Named Marcus» - Tori Amos — «Crucify» - Candlebox — «Change» |                       |                                                      |                  |

### Сезон 4 (1994)
| № | №  | Название                                       | Премьерный показ |
| --- | -- | ---------------------------------------------- | ---------------- |
| 62 | 1  | «Wall of Youth»                                | 14 марта 1994    |
| Бивис и Баттхед отправлены от класса на благотворительное мероприятие, где он должны нарисовать рисунок. Использованное видео: - Bell Biv DeVoe — «Gangsta» - Death — «The Philosopher» - Vixen — «Edge of a Broken Heart»                                                                              |    |                                                |                  |
| 63 | 2  | «Cow Tipping»                                  | 15 марта 1994    |
| Бивис и Баттхед отправляются на ферму. Использованное видео: - Men Without Hats — «The Safety Dance» - Fu-Schnickens with Shaquille O’Neal — «What’s Up Doc? (Can We Rock)» - Violent Femmes — «Nightmares»                                                                                             |    |                                                |                  |
| 64 | 3  | «Trouble Urinating»                            | 17 марта 1994    |
| Бивис и Баттхед забыли как нужно справлять нужду и тренер Баззкат будет вынужден напомнить им. Использованное видео: - Michael Bolton — «How Am I Supposed to Live Without You» - The Reverend Horton Heat — «Wiggle Stick» - The Rolling Stones — «Emotional Rescue» - Slayer — «Seasons in the Abyss» |    |                                                |                  |
| 65 | 4  | «Rabies Scare»                                 | 18 марта 1994    |
| Бивиса кусает собака, есть подозрение на бешенство. Использованное видео: - Missing Persons — «Words» - Faith No More — «Easy» - Public Image Ltd — «The Body» - Biohazard and Onyx — «Judgment Night»                                                                                                  |    |                                                |                  |
| 66 | 5  | «They’re Coming to Take Me Away, Huh Huh»      | 21 марта 1994    |
| Бивис и Баттхед посещают школьного психиатра. Использованное видео: - The Smashing Pumpkins — «Today» - Salt-N-Pepa — «Shoop» - GWAR — «Jack the World» |    |                                                |                  |
| 67 | 6  | «Jump!»                                        | 24 марта 1994    |
| Бивис и Баттхед наведываются в банк, чтобы снять пару «лимонов», но случайно попадают на полицейскую операцию. Использованное видео: - Ozzy Osbourne — «Shot in the Dark» - Lou Reed — «No Money Down» - Crowbar — «All I Had (I Gave)»                                                                 |    |                                                |                  |
| 68 | 7  | «Pumping Iron»                                 | 28 марта 1994    |
| Бивис и Баттхед идут в тренажёрный зал, ведь пробное посещение бесплатно. Использованное видео: - Midi, Maxi & Efti — «Bad Bad Boys» - Overkill — «Hello from the Gutter» - My Life with the Thrill Kill Kult — «Blue Buddha» - Lenny Kravitz — «Is There Any Love in Your Heart»                       |    |                                                |                  |
| 69 | 8  | «Let’s Clean it Up»                            | 31 марта 1994    |
| Бивису и Баттхеду удаётся произвести впечатление на школьную медсестру своим ужасным запахом. Использованное видео: - Frank Sinatra with Bono — «I’ve Got You Under My Skin» - Doug E. Fresh — «I-ight (Alright)» - Melvins — «Hootch»                                                                  |    |                                                |                  |
| 70 | 9  | «1-900-BEAVIS»                                 | 4 апреля 1994    |
| Дуэт регистрирует платный телефонный номер, чтобы оказывать услуги «секса по телефону». Использованное видео: - Eve’s Plum — «Blue» - Barry White — «Put Me in Your Mix» - Low Pop Suicide — «Kiss Your Lips»                                                                                           |    |                                                |                  |
| 71 | 10 | «Water Safety»                                 | 7 апреля 1994    |
| Тренер Баззкат проводит уроки плавания. Использованное видео: - Curve — «Missing Link» - Carnival Art — «Mr. Blue Veins» - R.E.M. — «Nightswimming» |    |                                                |                  |
| 72 | 11 | «Blackout!»                                    | 11 апреля 1994   |
| Весь город обесточен, но Бивису и Баттхеду нужно найти хоть один работающий телевизор. Использованное видео: - Radiohead — «Creep» - Morrissey — «November Spawned a Monster» |    |                                                |                  |
| 73 | 12 | «Late Night with Butt-head»                    | 14 апреля 1994   |
| Баттхед находится под впечатлением от Дэвида Леттермана и хочет вести своё шоу. Использованное видео: - Grim Reaper — «See You in Hell» - Donny Osmond — «Sacred Emotion» - Greta — «Fathom» |    |                                                |                  |
| 74 | 13 | «The Final Judgement of Beavis»                | 18 апреля 1994   |
| Бивис ударяется об стену, в бессознательном состоянии он видит видение небес, где недовольны его поведением на Земле. Использованное видео: - Gary Numan — «Cars» - Frank Black — «Los Angeles» - Tom Waits — «I Don’t Wanna Grow Up»                                                                   |    |                                                |                  |
| 75 | 14 | «Pool Toys»                                    | 21 апреля 1994   |
| Мистер Андерсон нанимает дуэт для постройки бассейна. Использованное видео: - Sagat — «Why Is It? (Funk Dat)» - Ēbn-Ōzn — «AEIOU Sometimes Y» - Anthrax — «Hy Pro Glo» |    |                                                |                  |
| 76 | 15 | «Madame Blavatsky»                             | 25 апреля 1994   |
| Дуэт посещает гадалку, но Бивису удаётся удивить даже её. Использованное видео: - Metallica — «For Whom the Bell Tolls» - Nina Hagen — «Herman Was His Name» - Donald Fagen and Walter Becker — «Snowbound»                                                                                             |    |                                                |                  |
| 77 | 16 | «Beavis and Butt-head’s Island»                | 28 апреля 1994   |
| Бивис и Баттхед попали в беду, они застряли на острове, который находится в центре фонтана в торговом центре. Использованное видео: - Whale — «Hobo Humpin' Slobo Babe» - The Cure — «The Caterpillar» - Beck — «Pay No Mind (Snoozer)»                                                                 |    |                                                |                  |
| 78 | 17 | «Figure Drawing»                               | 2 мая 1994       |
| Бивису и Баттхеду интересно посещать класс искусств, ведь там позируют обнажённые натурщицы... или натурщики... Использованное видео: - Nine Inch Nails — «March of the Pigs» - Dick Dale — «Nitro» - Superchunk — «Package Thief»                                                                      |    |                                                |                  |
| 79 | 18 | «Date Bait»                                    | 5 мая 1994       |
| Бивис и Баттхед не смогли попасть в кинотеатр, так как две девушки обманули их. Использованное видео: - Bryan Adams, Rod Stewart and Sting — «All for Love» - Primus — «DMV» - Morbid Angel — «God of Emptiness» - Green Apple Quick Step — «Dirty Water Ocean»                                         |    |                                                |                  |
| 80 | 19 | «Butt Is It Art?»                              | 9 мая 1994       |
| Бивис и Баттхед на школьной экскурсии в художественном музее. Использованное видео: - Nirvana — «Heart-Shaped Box» - Candyland — «Bitter Moon» - Matthew Sweet — «Superdeformed» |    |                                                |                  |
| 81 | 20 | «Right On»                                     | 12 мая 1994      |
| Бивиса и Баттхеда приглашают на ТВ-шоу рассказать о современной молодёжи и видеоклипах. Использованное видео: - Jawbox — «Savory» - The Clash — «Should I Stay or Should I Go» - Herb Alpert — «North on South St.»                                                                                     |    |                                                |                  |
| 82 | 21 | «Manners Suck»                                 | 21 мая 1994      |
| Приглашённый учитель хочет обучить детей хорошим манерам поведения в ресторане. Использованное видео: - Green Day — «Longview» - Prong — «Snap Your Fingers, Snap Your Neck» - Styx — «Too Much Time on My Hands»                                                                                       |    |                                                |                  |
| 83 | 22 | «The Pipe of Doom»                             | 21 мая 1994      |
| Дуэт слоняется по строительной площадке, где Баттхед случайно застревает в трубе. - En Vogue with Salt-N-Pepa — «Whatta Man» - Mark O’Connor — «The Devil Came Back to Georgia» - Pantera — «I’m Broken»                                                                                                |    |                                                |                  |
| 84 | 23 | «Safe Driving»                                 | 11 июля 1994     |
| Уроки вождения от тренера Баззката. Использованное видео: - Shonen Knife — «Tomato Head» - Alice Cooper — «Lost in America» - Johnny Cash — «Delia’s Gone» |    |                                                |                  |
| 85 | 24 | «Mr Anderson’s Balls»                          | 11 июля 1994     |
| Том Андерсон пытается играть в гольф, но рядом ошиваются Бивис и Баттхед. Использованное видео: - Primal Scream — «Rocks» - Sonic Youth — «Bull in the Heather» - KMFDM — «A Drug Against War» |    |                                                |                  |
| 86 | 25 | «Patients Patients»                            | 12 июля 1994     |
| Бивис и Баттхед посещают окулиста и стоматолога. Использованное видео: - DJ Jazzy Jeff & the Fresh Prince — «I Wanna Rock» - Kate Bush — «Love and Anger» |    |                                                |                  |
| 87 | 26 | «Teen Talk»                                    | 12 июля 1994     |
| Бивис и Баттхед должны посетить нравоучительное ТВ-шоу, из-за своей склонности к вандализму. Использованное видео: - Cheap Trick — «Woke Up with a Monster» - Meshell Ndegeocello — «If That’s Your Boyfriend (He Wasn’t Last Night)» - George Thorogood and the Destroyers — «Bad to the Bone»         |    |                                                |                  |
| 88 | 27 | «Crisis Line»                                  | 13 июля 1994     |
| Бивис и Баттхед вызываются добровольцами для работы на телефоне доверия. Использованное видео: - Danzig — «Mother '93» - James — «Say Something» - Mutha’s Day Out — «Locked» |    |                                                |                  |
| 89 | 28 | «Beavis and Butt-Head vs. the Vending Machine» | 13 июля 1994     |
| Дуэт пытается починить торговый автомат. Использованное видео: - Sweaty Nipples — «Demon Juice» - Elton John and RuPaul — «Don’t Go Breaking My Heart» - Seaweed — «Kid Candy» - Mötley Crüe — «Hooligan’s Holiday»                                                                                     |    |                                                |                  |
| 90 | 29 | «Generation in Crisis»                         | 14 июля 1994     |
| Бивис и Баттхед попали в документальный фильм о подростках. Использованное видео: - Ramones — «Substitute» - Blur — «Chemical World» - Morphine — «Thursday» |    |                                                |                  |
| 91 | 30 | «Radio Sweethearts»                            | 14 июля 1994     |
| Бивис и Баттхед гости на радио. Использованное видео: - Sonic Youth — «Dirty Boots» - Soundgarden — «Spoonman» - Greta — «Is It What You Wanted» |    |                                                |                  |
| 92 | 31 | «The Great Cornholio»                          | 15 июля 1994     |
| Бивис поглощает много еды с большим содержанием сахара и наружу выходит его другая сущность — «Великий Кукурузо». Первоначально серия шла под названием «Breakfast Burritos». Использованное видео: - Sausage — «Riddles Are Abound Tonight» - Danger Danger — «Naughty Naughty» - Devo — «Whip It»     |    |                                                |                  |
| 93 | 32 | «Liar! Liar!»                                  | 15 июля 1994     |
| Кто-то ворует из кассы «Мира бургеров», Бивис и Баттхед должны быть проверены на детекторе лжи. Использованное видео: - Maggie Estep — «Hey Baby» - Rollins Band — «Liar» - Helium — «XXX» |    |                                                |                  |

### Сезон 5 (1994/95)
| № | №                     | Название                        | Премьерный показ |
| --- | --------------------- | ------------------------------- | ---------------- |
| 94 | 1                     | «Held Back»                     | 31 октября 1994  |
| Дуэт отправили в детский сад. Использованное видео: - Soundgarden — «Black Hole Sun» - Violent Femmes — «Breakin' Up» - The Dylans — «Grudge» |                       |                                 |                  |
| 95 | 2                     | «Killing Time»                  | 31 октября 1994  |
| Бивис и Баттхед ищут чем бы заняться, когда по телевизору не показывают ничего «крутого». Использованное видео: - Rick Derringer with Hulk Hogan — «Real American» - The Fabulous Thunderbirds — «Wrap It Up» - Sam Harris — «Over the Rainbow» - Napalm Death — «Plague Rages»                   |                       |                                 |                  |
| 96 | 3                     | «Beard Boys»                    | 1 ноября 1994    |
| Бивис и Баттхед хотят обзавестись бородами, так как они тогда будут выглядеть более мужественно. Использованное видео: - Ratt — «I Want a Woman» - Stakka Bo — «Here We Go» - Sugartooth — «Sold My Fortune»                                                                                      |                       |                                 |                  |
| 97 | 4                     | «Choke»                         | 2 ноября 1994    |
| Баттхед подавился курицей и задыхается. Использованное видео: - The Didjits — «Judge the Hot Fudge» - Lita Ford with Ozzy Osbourne — «Close My Eyes Forever» - De La Soul — «Ego Trippin'» |                       |                                 |                  |
| 98 | 5                     | «Safe House»                    | 3 ноября 1994    |
| Тодд прячется от преследования дома у Баттхеда. Использованное видео: - Crowbar — «Existence Is Punishment» - Brian Setzer — «Rebelene» - Pia Zadora — «Rock It Out» |                       |                                 |                  |
| 99 | 6                     | «Hard Sell»                     | 4 ноября 1994    |
| Бивис и Баттхед занимаются продажами по телефону, у Бивиса кажется получается... Использованное видео: - Stone Temple Pilots — «Vasoline» - Archers of Loaf — «Web in Front» - Stacey Q — «Two of Hearts» - Infectious Grooves — «Violent and Funky»                                              |                       |                                 |                  |
| 100 | 7                     | «Walkathon»                     | 10 декабря 1994  |
| Бивис и Баттхед будут участвовать в марафоне. Использованное видео: - Mojo Nixon and Skid Roper — «Elvis Is Everywhere» - The Grays — «Very Best Years» - Tori Amos — «God» - Godspeed — «Houston St.»                                                                                            |                       |                                 |                  |
| 101 | 8                     | «Temporary Insanity»            | 10 декабря 1994  |
| Дуэт трудоустраивается в агентство по продаже недвижимости. Использованное видео: - David Byrne — «Angels» - Coverdale and Page — «Pride and Joy» - Iggy Pop — «Butt Town» - LaTour — «People Are Still Having Sex»                                                                               |                       |                                 |                  |
| 102 | 9                     | «Dude, a Reward»                | 10 декабря 1994  |
| Дуэт находит фотоаппарат. Использованное видео: - R.E.M. — «Shiny Happy People» - Rick Dees — «Get Nekked» - Dandelion — «Under My Skin» - Entombed — «Wolverine Blues» |                       |                                 |                  |
| 103 | 10                    | «Walking Erect»                 | 13 декабря 1994  |
| Бивис и Баттхед посещают зоопарк. Использованное видео: - Alice in Chains — «I Stay Away» - Pride and Glory — «Losin' Your Mind» - The B-52s — «(Meet) The Flintstones» |                       |                                 |                  |
| 104 | 11                    | «Career Day»                    | 16 декабря 1994  |
| День выбора будущей профессии, дуэт выбирает работу охранника в супермаркете. Использованное видео: - Slaughter — «Real Love» - The Meices — «Daddy’s Gone to LA» - Tool — «Prison Sex» - Pavement — «Cut Your Hair»                                                                              |                       |                                 |                  |
| 105 | 12                    | «Plastic Surgin'»               | 19 декабря 1994  |
| Бивис и Баттхед обращаются к пластическому хирургу. Использованное видео: - Pantera — «This Love» - Prince — «The Most Beautiful Girl in the World» - Rush — «Stick It Out» - Sheena Easton — «Sugar Walls»                                                                                       |                       |                                 |                  |
| 106 | 13                    | «Take a Number»                 | 22 декабря 1994  |
| ShortSummary = Дуэт хочет попасть на концерт, но не имеет денег на билет. Использованное видео: - Life of Agony — «This Time» - Iron Maiden — «From Here to Eternity» - David Cassidy — «Lyin' to Myself» - Godley & Creme — «Cry»                                                                | LineColor = a9cce4 }} |                                 |                  |
| 107 | 14                    | «Beaverly Buttbillies»          | 26 декабря 1994  |
| Дуэт ищет нефть на заднем дворе и случайно прорывает канализацию. Использованное видео: - Dog Eat Dog — «No Front» - The Bubblemen — «The Bubblemen Are Coming» - Girlschool — «Play Dirty» - Babes in Toyland — «Ripe»                                                                           |                       |                                 |                  |
| 108 | 15                    | «Tainted Meat»                  | 29 декабря 1994  |
| Бивис не моет руки из-за этого у посетителей «Мира бургеров» проблемы. Использованное видео: - That Dog — «Old Timer» - Revolting Cocks — «Crackin' Up» - MC 900 Ft. Jesus — «If I Only Had A Brain»                                                                                              |                       |                                 |                  |
| 109 | 16                    | «Stewart Moves Away»            | 5 января 1995    |
| Дуэт обнаруживает, что в доме Стюарта никого нет. Использованное видео: - GWAR — «Saddam a Go-Go» - Bobby McFerrin — «Don’t Worry, Be Happy» - Dinosaur Jr. — «Feel the Pain» |                       |                                 |                  |
| 110 | 17                    | «Top O' the Mountain»           | 25 января 1995   |
| Бивис и Баттхед идут в парикмахерскую, чтобы увидеть «кончик холма». Использованное видео: - Skrew — «Picasso Trigger» - Comateens — «The Late Mistake» - Cannibal Corpse — «Staring Through the Eyes of the Dead» - Rollins Band — «Disconnect»                                                  |                       |                                 |                  |
| 111 | 18                    | «Party»                         | 29 января 1995   |
| Бивис и Баттхед собираются устроить вечеринку. Эта серия шла во время XXIX серии Супер Кубка на канале ABC. Использованное видео: - Robert Palmer — «Simply Irresistible» - The Jesus Lizard — «Glamorous» - The Mighty Mighty Bosstones — «Detroit Rock City» - Marilyn Manson — «Get Your Gunn» |                       |                                 |                  |
| 112 | 19                    | «Wet Behind the Rears»          | 29 января 1995   |
| Бивис и Баттхед были в душе, когда сработала пожарная сигнализация. Использованное видео: - Beastie Boys — «Sabotage» - U2 — «Numb» - Yes — «Owner of a Lonely Heart» - R.E.M. — «What’s the Frequency, Kenneth?»                                                                                 |                       |                                 |                  |
| 113 | 20                    | «Bad Dog»                       | 9 февраля 1995   |
| Дуэт берёт себе злую собаку из приюта. Использованное видео: - Moist — «Push» - Grim Reaper — «Rock You to Hell» - Nitzer Ebb — «Fun to Be Had» - Phish — «Down with Disease» |                       |                                 |                  |
| 114 | 21                    | «Lightning Strikes»             | 16 февраля 1995  |
| Дуэт подражает Бенджамину Франклину, а именно его экспериментам с воздушным змеем. Использованное видео: - Blur — «Parklife» - Biohazard — «Tales From The Hard Side» - Pizzicato Five — «Twiggy Twiggy»                                                                                          |                       |                                 |                  |
| 115 | 22                    | «Dream On»                      | 23 февраля 1995  |
| Дуэт засыпает во время The Today Show и каждый видит себя во сне на каком-нибудь ТВ-шоу. Использованное видео: - Tesla — «Call It What You Want» - Cheech & Chong — «I’m Not Home Right Now» - Supersuckers — «Creepy Jackalope Eye» - Björk — «Big Time Sensuality»                              |                       |                                 |                  |
| 116 | 23                    | «Candy Sale»                    | 8 апреля 1995    |
| Классу дано задание продавать шоколадные батончики. Бивис и Баттхед также принимаются за эту работу. Использованное видео: - Coolio featuring J-Ro and Billy Boy — «I Remember» - Shudder to Think — «Hit Liquor» - Varga — «Greed»                                                               |                       |                                 |                  |
| 117 | 24                    | «Animation Sucks»               | 8 апреля 1995    |
| Ван Дриссен даёт урок анимации, дети рисуют свои мультики. Использованное видео: - Danzig — «Cantspeak» - Julee Cruise — «Rockin' Back Inside My Heart» - David Lee Roth — «She’s My Machine» |                       |                                 |                  |
| 118 | 25                    | «What’s the Deal»               | 5 июня 1995      |
| Том Андерсон играет в покер с друзьями и позволяет Бивису и Баттхеду присоединиться. Использованное видео: - Exodus — «Thorn in My Side» - The Reverend Horton Heat — «Psychobilly Freakout» - Mercyful Fate — «The Bell Witch» - Poison — «I Want Action»                                        |                       |                                 |                  |
| 119 | 26                    | «The History of Women»          | 5 июня 1995      |
| Бивис и Баттхед должны сделать доклад о женщине, которая восхищает их больше всего. Использованное видео: - 7 Year Bitch — «Hip Like Junk» - Grim Reaper — «Fear No Evil» - 2 Unlimited — «Get Ready for This»                                                                                    |                       |                                 |                  |
| 120 | 27                    | «To the Rescue»                 | 6 июня 1995      |
| Бивис и Баттхед присутствуют при крушении самолёта. Использованное видео: - Deus — «Suds & Soda» - The Cramps — «Ultra Twist!» - Slayer — «Serenity in Murder» |                       |                                 |                  |
| 121 | 28                    | «I Dream of Beavis»             | 7 июня 1995      |
| Бивис и Баттхед находят в мусорном контейнере мёртвую мышь в бутылке, может она будет исполнять их желания? Использованное видео: - Snoop Dogg — «Gin and Juice» - Julie Brown — «Girl Fight Tonight!» - Nudeswirl — «Buffalo»                                                                    |                       |                                 |                  |
| 122 | 29                    | «Pregnant Pause»                | 8 июня 1995      |
| Бивис напуган, он чувствует, что забеременел. Использованное видео: - Helmet — «Wilma’s Rainbow» - Yanni — «Reflections of Passion» - Dinosaur Jr. — «I Don’t Think So» |                       |                                 |                  |
| 123 | 30                    | «Here Comes the Bride’s Butt»   | 9 июня 1995      |
| Дуэт присутствует на свадьбе без приглашения. Использованное видео: - Prince — «When 2 R In Love» - The Go-Go’s — «The Whole World Lost Its Head» - Weezer — «Buddy Holly» |                       |                                 |                  |
| 124 | 31                    | «Screamers»                     | 10 июля 1995     |
| Под впечатлением от фильмов ужасов дуэт начинает пугать людей. Использованное видео: - Quicksand — «Delusional» - Soul Coughing — «Down to This» - Van Halen — «Can’t Stop Lovin’ You» |                       |                                 |                  |
| 125 | 32                    | «Beavis, Can You Spare a Dime?» | 10 июля 1995     |
| Попрошайка обучает дуэт основам своего дела. Использованное видео: - Letters to Cleo — «Here & Now» - Cheech & Chong — «Get Out of My Room» - Pop Will Eat Itself — «Ich Bin Ein Auslander» |                       |                                 |                  |
| 126 | 33                    | «Skin Trade»                    | 11 июля 1995     |
| Дуэт находит дохлого зверька и решает забрать его себе, как домашнее животное. Использованное видео: - Hazel — «Comet» - Gary Young — «Plantman» - Carcass — «Heartwork» |                       |                                 |                  |
| 127 | 34                    | «Oil Change»                    | 12 июля 1995     |
| Менеджер «Мира бургеров» даёт задание поменять масло в гриле на кухне. Бивис и Баттхед отправляются в автомастерскую. Использованное видео: - Live — «I Alone» - Ween — «I Can’t Put My Finger On It» - Rancid — «Nihilism»                                                                       |                       |                                 |                  |
| 128 | 35                    | «Buttniks»                      | 13 июля 1995     |
| Дуэт посещает клуб поэтов, где Бивис, как Великий Кукурузо, имеет успех. Использованное видео: - Deconstruction — «L.A. Song» - The Stranglers — «Skin Deep» - Jon Spencer Blues Explosion — «Dang»                                                                                               |                       |                                 |                  |
| 129 | 36                    | «Bang the Drum Slowly Dumbass»  | 7 августа 1995   |
| Мистер Ван Дриссен и его друзья хиппи проводят время в лесу стуча на барабанах, случайно мимо проходят Бивис и Баттхед… Использованное видео: - Jill Sobule — «I Kissed a Girl» - Pavement — «Rattled by the Rush» - Sugar Ray — «Mean Machine»                                                   |                       |                                 |                  |
| 130 | 37                    | «Another Friday Night»          | 7 августа 1995   |
| В пятницу вечером дуэт как обычно идёт тусоваться в Максимарт. На этот раз они станут свидетелями ограбления. Использованное видео: - Janet Jackson featuring MC Lyte — «You Want This» - Wax — «California»                                                                                      |                       |                                 |                  |
| 131 | 38                    | «Tired»                         | 8 августа 1995   |
| Дуэт нашёл большую шину, внутри которой можно покататься. Использованное видео: - Dink — «Green Mind» - Blues Traveler — «Run-Around» - Compulsion — «Delivery» |                       |                                 |                  |
| 132 | 39                    | «Close Encounters»              | 9 августа 1995   |
| Директор МакВикер, в надежде помочь, отправляет Бивиса и Баттхеда на сеанс коллективной психотерапии. Использованное видео: - The Rolling Stones — «Love Is Strong» - The Black Crowes — «High Head Blues» - Faith No More — «Digging the Grave»                                                  |                       |                                 |                  |
| 133 | 40                    | «Womyn»                         | 10 августа 1995  |
| Бивис и Баттхед примыкают к феминисткам. Использованное видео: - Madonna — «Secret» - The Jesus and Mary Chain — «Come On» - Catherine Wheel — «Waydown» |                       |                                 |                  |
| 134 | 41                    | «Premature Evacuation»          | 11 сентября 1995 |
| В Хайлэнской школе возможно заложена бомба, все должны быть эвакуированы. Использованное видео: - Sick of It All — «Step Down» - Sir Mix-a-Lot — «Ride» - Monster Magnet — «Negasonic Teenage Warhead»                                                                                            |                       |                                 |                  |
| 135 | 42                    | «Whiplash»                      | 11 сентября 1995 |
| Из телевизора дуэт узнаёт, что если попасть в аварию, то можно получить деньги по страховке. Это нужно попробовать. Использованное видео: - Radiohead — «Fake Plastic Trees» - Jerry Lee Lewis — «Goosebumps» - Korn — «Blind»                                                                    |                       |                                 |                  |
| 136 | 43                    | «Spare Me»                      | 12 сентября 1995 |
| Бивис и Баттхед заменяют проколотые шины в машине девушкам. Использованное видео: - PJ Harvey — «Down by the Water» - Elastica — «Connection» - Goo Goo Dolls — «Only One» |                       |                                 |                  |
| 137 | 44                    | «Patsies»                       | 13 сентября 1995 |
| Группа «Положительных и активных подростков» берёт под свою опеку Бивиса и Баттхеда, чтобы дать им заряд положительной энергии. Использованное видео: - Cinderella — «Somebody Save Me» - Fatima Mansions — «The Loyaliser» - Jen Trynin — «Happier»                                              |                       |                                 |                  |
| 138 | 45                    | «Murder Site»                   | 14 сентября 1995 |
| Бивис и Баттхед узнают о преступлении совершённом в их городе и решают посетить место, где оно было совершено. Использованное видео: - Hole — «Violet» - John Fogerty — «Old Man Down the Road» - The Goops — «Booze Cabana»                                                                      |                       |                                 |                  |
| 139 | 46                    | «Spanish Fly»                   | 9 октября 1995   |
| В автомате в туалете на автозаправочной станции дуэт приобретает афродизиак. Использованное видео: - Green Day — «Basket Case» - Chris Isaak — «Somebody’s Crying» - Helium — «Pat’s Trick» |                       |                                 |                  |
| 140 | 47                    | «Sexual Harassment»             | 9 октября 1995   |
| Бивис и Баттхед подают в суд на девушку за сексуальные домагательства. Использованное видео: - Tom Petty — «It’s Good to Be King» - The Prodigy — «Poison» - Morphine — «Honey White» |                       |                                 |                  |
| 141 | 48                    | «Bus Trip»                      | 10 октября 1995  |
| Мистер Ван Дриссен проводит экскурсию на автобусе в горы. Использованное видео: - The Flaming Lips — «Turn It On» - The Rake’s Progress — «I’ll Talk My Way Out of This One» - Ween — «Freedom of '76»                                                                                            |                       |                                 |                  |
| 142 | 49                    | «Green Thumbs»                  | 11 октября 1995  |
| Бивис и Баттхед приняли решение печатать фальшивые деньги. Использованное видео: - Our Lady Peace — «Starseed» - Michael Bolton — «Everybody’s Crazy» - Beastie Boys — «Pass the Mic» |                       |                                 |                  |
| 143 | 50                    | «Steamroller»                   | 12 октября 1995  |
| Бивис и Баттхед катаются на катке, который для себя арендовал Том Андерсон. Использованное видео: - Björk — «Army of Me» - Skee-Lo — «I Wish» - Wilco — «Box Full of Letters» |                       |                                 |                  |

### Сезон 6 (1995/96)
| № | №  | Название                            | Премьерный показ |
| --- | -- | ----------------------------------- | ---------------- |
| HW1 | 1  | «Bungholio: Lord of the Harvest»    | 31 октября 1995  |
| Расширенная серия специально на Хэллоуин. Бивис и Баттхед тоже хотят конфет, но для этого им нужны костюмы. Использованное видео: - Alice Cooper — «Teenage Frankenstein» - Paul Broucek — «Hollywood Halloween» - King Diamond — «The Family Ghost» |    |                                     |                  |
| 144 | 2  | «The Mystery of Morning Wood»       | 20 ноября 1995   |
| Бивис и Баттхед пытаются раскрыть тайну утренней эрекции. Использованное видео: - Juliana Hatfield — «What a Life» - Railroad Jerk — «Rollerkoaster» - Silverchair — «Tomorrow» |    |                                     |                  |
| 145 | 3  | «US History»                        | 20 ноября 1995   |
| На уроке истории дуэт рассказывает истории про «Мир бургеров». Использованное видео: - Grant Lee Buffalo — «Mockingbirds» - Dr. Dre — «Keep Their Heads Ringing» - Blind Melon — «Galaxie» |    |                                     |                  |
| 146 | 4  | «Feel a Cop»                        | 21 ноября 1995   |
| Бивис и Баттхед пристают к проститутке, которая работает под прикрытием. Использованное видео: - Rednex — «Cotton-Eyed Joe» - Tom Jones — «If I Only Knew» - The The — «I Saw the Light» |    |                                     |                  |
| 147 | 5  | «Date Watchers»                     | 22 ноября 1995   |
| Ван Дриссен на свидании, а Бивис и Баттхед следят за ним. Использованное видео: - Coolio — «Gangsta’s Paradise» - Foo Fighters — «I’ll Stick Around» - Filter — «Hey Man, Nice Shot» |    |                                     |                  |
| 148 | 6  | «Blood Pressure»                    | 23 ноября 1995   |
| Бивис меряет кровяное давление в торговом центре, но его рука застревает в аппарате, Баттхед пытается помочь ему. Использованное видео: - Toadies — «Possum Kingdom» - Ned’s Atomic Dustbin — «All That I Ask of Myself» - Die Cheerleader — «Pigskin Parade» |    |                                     |                  |
| CS2 | 78 | «Beavis and Butt-Head Do Christmas» | 19 декабря 1996  |
| Специальный выпуск на Рождество. В первом эпизоде («Huh-Huh-Humbug») Бивису снится, что он работает менеджером в «Мире бургеров», а Баттхед и МакВикер его подчинённые. Бивис идёт пораньше домой и видит духов, в образе его знакомых, которые рассказывают ему о празднике и о жизни. Второй эпизод («It’s a Miserable Life») представляет собой пародию на фильм «Эта замечательная жизнь». Ангел рассказывает Баттхеду, что было бы, если бы тот не родился. |    |                                     |                  |
| 149 | 9  | «Babysitting»                       | 14 января 1996   |
| Дуэт пробует себя в роли нянек для соседских детей. Использованное видео: - Annie Lennox — «No More I Love You’s» - Vanilla Ice — «I Love You» - Tripping Daisy — «I Got a Girl» |    |                                     |                  |
| 150 | 10 | «Vidiots»                           | 14 января 1996   |
| Бивис и Баттхед пользуются видео-сервисом знакомств. Использованное видео: - The Stone Roses — «Love Spreads» - Corrosion of Conformity — «Clean My Wounds» - Eleven — «Reach Out» |    |                                     |                  |
| 151 | 11 | «Stewart Is Missing»                | 15 января 1996   |
| Стюарт пропал и нужно помочь его найти. Использованное видео: - Poison — «Unskinny Bop» - Circle Jerks — «I Wanna Destroy You» - Tricky — «Black Steel» |    |                                     |                  |
| 152 | 12 | «Gang of Two»                       | 16 января 1996   |
| После встречи с Тоддом дуэт решает сколотить свою собственную банду. Использованное видео: - CIV — «Can’t Wait One More Minute» - The Murmurs — «You Suck» - Lordz of Brooklyn — «Saturday Night Fever» |    |                                     |                  |
| 153 | 13 | «Sprout»                            | 17 января 1996   |
| Мистер Ван Дриссен рассказывает о том как выращивать растения, Бивис и Баттхед собираются заняться выращиванием кукурузы. Использованное видео: - Jellyfish — «The King is Half Undressed» - Cynic — «Cynic» - Supergrass — «Caught by the Fuzz» |    |                                     |                  |
| 154 | 14 | «Prank Call»                        | 28 января 1996   |
| Бивис и Баттхед хулиганят по телефону, используя телефонный справочник. Использованное видео: - The Bucketheads — «The Bomb» - Bon Jovi — «Something for the Pain» - Del Amitri — «Roll to Me» |    |                                     |                  |
| 155 | 15 | «No Service»                        | 28 января 1996   |
| Бивиса срочно вызвали на кассу в «Мир бургеров» в выходной день, а Баттхед пришёл к нему как посетитель. Использованное видео: - Chris Knox — «Half Man, Half Mole» - Scatman John — «Scatman (Ski Ba Bop Ba Dop Bop)» - Chick — «Malibu» |    |                                     |                  |
| 156 | 16 | «Yard Sale»                         | 4 марта 1996     |
| Мистер Андерсон устроил распродажу старого барахла, но был вынужден отлучиться. Бивис и Баттхед согласились помочь ему с продажей, но затем начали продавать и нужные вещи из дома. Использованное видео: - Juliana Hatfield — «Universal Heart-Beat» - G. Love & Special Sauce — «Cold Beverage» - Shaggy — «Boombastic» |    |                                     |                  |
| 157 | 17 | «P.T.A.»                            | 4 марта 1996     |
| Бивис и Баттхед участвуют в собрании P.T.A. (организация объединяющая родителей и учителей). Использованное видео: - Slash’s Snakepit — «Beggars and Hangers On» - Pink Floyd — «High Hopes» - Ted Nugent — «Heads Will Roll» |    |                                     |                  |
| 158 | 18 | «Substitute»                        | 5 марта 1996     |
| Дэвид ван Дриссен не может преподавать и его заменяет другой учитель, который нравится всем, кроме Бивиса и Баттхеда. Использованное видео: - Extreme — «Hole Hearted» - Jamie Walters — «Hold On» - Chavez — «Break Up Your Band» |    |                                     |                  |
| 159 | 19 | «Shopping List»                     | 6 марта 1996     |
| Бивис и Баттхед отправляются в магазин за товарами для Тома Андерсона. Использованное видео: - Paula Abdul — «Crazy Cool» - Milla Jovovich — «The Gentlemen Who Fell» - Built to Spill — «In the Morning» |    |                                     |                  |
| 160 | 20 | «Buy Beer»                          | 7 марта 1996     |
| Бивис и Баттхед напиваются безалкогольным пивом. Использованное видео: - Hum — «Stars» - M.I.R.V. — «Shave My Face Off» - Mike Watt — «Piss Bottle Man» - Six Finger Satellite — «Parlour Games» |    |                                     |                  |

### Сезон 7 (1997)
В этом сезоне сериал перешёл в новый формат — семиминутная серия и один видеоклип в конце.
| № | №  | Название                               | Премьерный показ |
| --- | -- | -------------------------------------- | ---------------- |
| 161 | 1  | «Butt, Butt, Hike»                     | 26 января 1997   |
| Дуэт играет с другими ребятами в футбол. Этот эпизод шёл по MTV в то время когда на Fox шла XXXI серия Супер Кубка. Использованное видео: - PJ Harvey — «Down by the Water» |    |                                        |                  |
| 162 | 2  | «Vaya Con Cornholio»                   | 26 января 1997   |
| Бивис выпивает много колы и становится Великим Кукурузо. Полиция подозревает в нём нелегального иммигранта. Использованное видео: - Blues Traveler — «Run-Around» |    |                                        |                  |
| 163 | 3  | «Evolution Sucks»                      | 31 января 1997   |
| Ван Дриссен рассказывает об эволюции, дуэт представляет себя пещерными людьми. Использованное видео: - Snoop Dogg — «Gin and Juice» |    |                                        |                  |
| 164 | 4  | «Ding-Dong-Ditch»                      | 31 января 1997   |
| Дуэт развлекается тем, что звонит в дверные звонки и убегает. Использованное видео: - Hole — «Violet» |    |                                        |                  |
| 165 | 5  | «Just for Girls»                       | 31 января 1997   |
| Бивис и Баттхед попадают на урок женского полового воспитания, но оказывается, что эта тема не такая забавная как казалась поначалу. Использованное видео: - Rednex — «Cotton Eye Joe» |    |                                        |                  |
| 166 | 6  | «A Very Special Episode»               | 7 февраля 1997   |
| Дуэт находит птенца выпавшего из гнезда и начинает заботиться о нём. Использованное видео: - Toadies — «Possum Kingdom» |    |                                        |                  |
| 167 | 7  | «Dumbasses Anonymous»                  | 7 февраля 1997   |
| Бивис и Баттхед посещают собрание анонимных алкоголиков в надежде раздобыть пива. Использованное видео: - Helium — «Pat’s Trick» |    |                                        |                  |
| 168 | 8  | «Underwear»                            | 14 февраля 1997  |
| Бивис и Баттхед отправляются в торговый центр, чтобы трогать женское нижнее бельё на витринах. Использованное видео: - Madonna — «Secret» |    |                                        |                  |
| 169 | 9  | «Head Lice»                            | 14 февраля 1997  |
| У дуэта в волосах завелись вши, они пытаются избавиться от них при помощи подручных средств. Использованное видео: - Beastie Boys — «Sabotage» |    |                                        |                  |
| 170 | 10 | «Cyber-Butt»                           | 21 февраля 1997  |
| В школьной библиотеке установили компьютер с подключённым интернетом, дуэт уговаривает Стюарта помочь им найти порно. Использованное видео: - The Prodigy — «Poison» |    |                                        |                  |
| 171 | 11 | «Nose Bleed»                           | 21 февраля 1997  |
| Бивис очень страдает от кровотечения из носа, Баттхед придумывает как помочь другу. Использованное видео: - Lordz of Brooklyn — «Saturday Night Fever» |    |                                        |                  |
| 172 | 12 | «Citizens Arrest»                      | 28 февраля 1997  |
| Дуэт помог задержать преступника пытавшегося ограбить «Мир бургеров». Теперь они начинают чувствовать себя сознательными гражданами и усердно принимаются следить за порядком. Использованное видео: - Tool — «Prison Sex»                                                                                             |    |                                        |                  |
| 173 | 13 | «Pierced»                              | 28 февраля 1997  |
| Когда дуэту отказываются прокалывать уши в салоне из-за их несовершеннолетия они прокалывают уши себе сами, но проколы они делают в правом ухе... Использованное видео: - MC 900 Ft. Jesus — «If I Only Had a Brain»                                                                                                   |    |                                        |                  |
| 174 | 14 | «A Great Day»                          | 7 марта 1997     |
| Идеальный день Бивиса и Баттхеда. В этот день происходит только что-нибудь хорошее. А ещё они знакомятся с парнем, который даёт им деньги только за то, что они показывают ему что-нибудь «крутое». Использованное видео: - Elastica — «Connection»                                                                    |    |                                        |                  |
| 175 | 15 | «On Strike»                            | 7 марта 1997     |
| Дуэт устраивает забастовку в «Мире бургеров». Использованное видео: - Coolio — «Gangsta’s Paradise» |    |                                        |                  |
| 176 | 16 | «Follow Me»                            | 14 марта 1997    |
| Бивис повторяет всё то, что говорит Баттхед. Использованное видео: - Del Amitri — «Roll to Me» |    |                                        |                  |
| 177 | 17 | «Nothing Happening»                    | 14 марта 1997    |
| В городе происходит куча интересных вещей, но дуэт не знает об этом, так как телевизор сломался и они завалились спать. Использованное видео: - Tom Jones — «If I Only Knew» |    |                                        |                  |
| 178 | 18 | «Take a Lap»                           | 28 марта 1997    |
| Бивис и Баттхед хотят добиться хорошей физической формы. Использованное видео: - Scatman John — «Scatman (Ski Ba Bop Ba Dop Bop)» |    |                                        |                  |
| 179 | 19 | «Shortcuts»                            | 28 марта 1997    |
| Дуэт пропустил свою автобусную остановку и теперь не может найти дорогу домой. Использованное видео: - Rollins Band — «Disconnect» |    |                                        |                  |
| 180 | 20 | «Bride of Butt-head»                   | 18 июля 1997     |
| Баттхед «выписывает» себе «жену» из России. Использованное видео: - The Murmurs — «You Suck» |    |                                        |                  |
| 181 | 21 | «Special Delivery»                     | 18 июля 1997     |
| «Мир бургеров» запускает новую услугу — служба доставки на дом. Бивису и Баттхеду нужно справиться с новым поручением. Использованное видео: - The Rolling Stones — «Love Is Strong» |    |                                        |                  |
| 182 | 22 | «Woodshop»                             | 25 июля 1997     |
| На уроке труда Бивис отпиливает себе палец. Использованное видео: - Sugartooth — «Stole My Fortune» |    |                                        |                  |
| 183 | 23 | «T.V. Violence»                        | 25 июля 1997     |
| У Стюарта появилось спутниковое телевидение, это отличная возможность для Бивиса и Баттхеда посмотреть каналы, где показывают побольше сцен насилия. Использованное видео: - R.E.M. — «Shiny Happy People» |    |                                        |                  |
| 184 | 24 | «Canned»                               | 1 августа 1997   |
| Дуэт находит банку пива, но прежде чем открыть, её обязательно нужно хорошенько взболтать. Использованное видео: - Shaggy — «Boombastic» |    |                                        |                  |
| 185 | 25 | «Garage Band»                          | 1 августа 1997   |
| Дуэт пытается организовать рок-группу. Использованное видео: - Soundgarden — «Black Hole Sun» |    |                                        |                  |
| 186 | 26 | «Impotence»                            | 8 августа 1997   |
| Бивис и Баттхед подозревают, что страдают импотенцией и решают обратиться в клинику. Использованное видео: - Megadeth — «Symphony of Destruction» |    |                                        |                  |
| 187 | 27 | «The Miracle That Is Beavis»           | 8 августа 1997   |
| Бивис попадает под влияние книжного гуру и становится более уверенным в себе. Использованное видео: - Richard Marx — «Take This Heart» - Wilson Phillips — «Release Me» |    |                                        |                  |
| 188 | 28 | «Shopping Cart»                        | 15 августа 1997  |
| Дуэт бросается под машины на стоянке около супермаркета в надежде получить деньги. Использованное видео: - Stone Temple Pilots — «Vasoline» |    |                                        |                  |
| 189 | 29 | «Inventors»                            | 15 августа 1997  |
| Дуэт пытается изобретать, а потом продавать свои изобретения. Использованное видео: - Tori Amos — «God» |    |                                        |                  |
| 190 | 30 | «Die Fly, Die!»                        | 22 августа 1997  |
| Дуэт пытается избавиться от мухи в комнате. Использованное видео: - Beastie Boys — «Pass the Mic» |    |                                        |                  |
| 191 | 31 | «Drinking Butt-ies»                    | 22 августа 1997  |
| Бивис и Баттхед следят за Тоддом. Когда Тодд напивается, то рассказывает им как стать «крутыми». Использованное видео: - Weezer — «Buddy Holly» |    |                                        |                  |
| 192 | 32 | «Work Is Death»                        | 4 ноября 1997    |
| Дуэт пытается получить производственную травму, чтобы «Мир бургеров» заплатил им компенсацию. Использованное видео: - Foo Fighters — «I’ll Stick Around» |    |                                        |                  |
| 193 | 33 | «Breakdown»                            | 4 ноября 1997    |
| У МакВикера нервный срыв и он попадает в сумасшедший дом. Использованное видео: - Dr. Dre — «Keep Their Heads Ringin» |    |                                        |                  |
| 194 | 34 | «Graduation Day»                       | 18 ноября 1997   |
| Чтобы поднять самооценку учеников Ван Дриссен раздаёт им шутошные дипломы и класс разыгрывает окончание учёбы, но Бивис и Баттхед думают, что всё по-настоящему. Использованное видео: - Janet Jackson — «You Want This»                                                                                               |    |                                        |                  |
| 195 | 35 | «The Future of Beavis and Butt-head»   | 18 ноября 1997   |
| Бивис и Баттхед на консультации по вопросу их трудоустройства в будущем, после того как они окончат школу. Использованное видео: - Hum — «Stars» - Sir Mix-a-Lot — «Ride» |    |                                        |                  |
| 196 | 36 | «Speech Therapy»                       | 18 ноября 1997   |
| Дуэт посещает класс по технике речи. |    |                                        |                  |
| 197 | 37 | «Leave It to Beavis»                   | 25 ноября 1997   |
| Серия-пародия на старые ситкомы. Использованное видео: - Korn — «Blind» |    |                                        |                  |
| 198 | 38 | «Butt Flambe»                          | 25 ноября 1997   |
| Бивис приходит в больницу с ожогом ягодиц. Использованное видео: - Vanilla Ice — «I Love You» |    |                                        |                  |
| 199 | 39 | «Our Founding Losers»                  | 27 ноября 1997   |
| Дуэт засыпает и видит сны об Отцах-основателях. |    |                                        |                  |
| TG1 | 40 | «Beavis and Butt-head Do Thanksgiving» | 27 ноября 1997   |
| Расширенная серия. Спецвыпуск ко Дню благодарения, с участием приглашённых звёзд. Использованное видео: - Adam Sandler — «The Thanksgiving Song» - Marilyn Manson — «Long Hard Road Out of Hell» - Fionna Apple — «Criminal»                                                                                           |    |                                        |                  |
| 200 | 41 | «Beavis and Butt-head Are Dead»        | 28 ноября 1997   |
| Бивис и Баттхед не посещали школу три недели подряд. Школьный секретарь позвонил домой Баттхеду, чтобы узнать причину их отсутствия. Бивис снял трубку и сказал, что они умерли… В школе вспоминают дуэт, а директор устраивает в учительской банкет. Это последний эпизод сериала перед четырнадцатилетним перерывом. |    |                                        |                  |

### Сезон 8 (2011)
| № | №  | Название                 | Премьерный показ |
| --- | -- | ------------------------ | ---------------- |
| 201 | 1  | «Werewolves of Highland» | 27 октября 2011  |
| Бивис и Баттхед заметили, после похода в кино на «Сумерки», что девушкам нравятся вампиры. Дуэт решает стать ими, но для этого им нужно найти оборотня, который укусил бы их... Использованное видео: - MGMT — «Kids» - отрывок из Jersey Shore - Skrillex — «First of the Year (Equinox)»                                                                                                 |    |                          |                  |
| 202 | 2  | «Crying»                 | 27 октября 2011  |
| В хот-дог Бивиса попал кусочек лука, запах которого заставил его расплакаться. Баттхед заметил это и постоянно об этом напоминает. Использованное видео: - отрывок из True Life - LMFAO featuring Natalia Kills — «Champagne Showers» |    |                          |                  |
| 203 | 3  | «Daughter’s Hand»        | 3 ноября 2011    |
| После просмотра старого фильма дуэт решил попросить у одного из соседей «руку» его дочери. Использованное видео: - отрывок из 16 and Pregnant - отрывок из True Life |    |                          |                  |
| 204 | 4  | «Tech Support»           | 3 ноября 2011    |
| Бивис и Баттхед работают телефонными операторами в компьютерной фирме. Использованное видео: - Katy Perry — «Firework» |    |                          |                  |
| 205 | 5  | «Holy Cornholio»         | 10 ноября 2011   |
| Бивис проткнул себе руку шурупом. В больнице он наедается болеутолящего и становится Великим Кукурузо. В это время в больнице сторонники культа прощаются со своим Наставником и когда он умирает они видят в Кукурузо его перевоплощение. Использованное видео: - отрывок из Jersey Shore - T-Baby — «It’s So Cold in the D» - Cage the Elephant — «In One Ear» - два отрывка из Teen Mom |    |                          |                  |
| 206 | 6  | «Drones»                 | 10 ноября 2011   |
| Ван Дриссен ведёт класс на экскурсию на военную базу. Бивис и Баттхед ищут туалет и попадают в комнату управления дронами. Дуэт думает, что это игра San Andreas и садится за компьютеры управлять дронами в Афганистане. Использованное видео: - Deadmau5 featuring Rob Swire — «Ghosts 'n' Stuff» - MGMT — «It’s Working» - два отрывка из Jersey Shore - Benny Benassi — «Satisfaction» |    |                          |                  |
| 207 | 7  | «Supersize Me»           | 17 ноября 2011   |
| Пародия на фильм «Двойная порция». Бивис и Баттхед в течение 30 дней питаются только фастфудом. Использованное видео: - отрывок из Teen Cribs - отрывок из Jersey Shore |    |                          |                  |
| 208 | 8  | «Bathroom Break»         | 17 ноября 2011   |
| Если в рабочее время работник посещает туалет, всё равно считается, что он работает… Бивис и Баттхед решают всё рабочее время проводить в туалете. Использованное видео: - Edward Sharpe and the Magnetic Zeros — «Kisses Over Babylon» |    |                          |                  |
| 209 | 9  | «The Rat»                | 1 декабря 2011   |
| Бивис и Баттхед пытаются избавиться от крысы. После множества тщетных попыток они решают оставить её у себя, как домашнее животное, а потом и вовсе берут с собой на работу. Использованное видео: - Oh Land — «White Nights» - Battles featuring Gary Numan — «My Machines» |    |                          |                  |
| 210 | 10 | «Spill»                  | 1 декабря 2011   |
| Разлив нефти в Мексиканском заливе, класс едет на побережье спасать птенцов. Использованное видео: - отрывок из Cuff’d - отрывок из Jersey Shore |    |                          |                  |
| 211 | 11 | «Doomsday»               | 1 декабря 2011   |
| Товарный поезд сошёл с рельсов и произошла утечка газа. Все жители близлежащих кварталов эвакуированы. Бивис и Баттхед ничего об этом не знают и выйдя на улицу решают, что случился апокалипсис и они последние люди на Земле. Использованное видео: - Plain White T’s — «1, 2, 3, 4» |    |                          |                  |
| 212 | 12 | «Dumb Design»            | 1 декабря 2011   |
| Дуэт выступает против теории эволюции, чтобы не посещать уроки биологии. Использованное видео: - отрывок из фильма «Человеческая многоножка» - отрывок из True Life |    |                          |                  |
| 213 | 13 | «Copy Machine»           | 8 декабря 2011   |
| Тренер Баззкат даёт задание Бивису размножить материал к уроку на копировальной машине. Бивис захотел скопировать себе задницу, но аппарат ломается и Бивис застревает в копировальной машине. Использованное видео: - отрывок из True Life - Benny Benassi featuring Gary Go — «Cinema»                                                                                                   |    |                          |                  |
| 214 | 14 | «Holding»                | 8 декабря 2011   |
| Увидев как нервно дёргается Бивис две начинающие порнозвезды решили, что Бивис и Баттхед наркоторговцы. Использованное видео: - отрывок из Jersey Shore - отрывок из The Ultimate Fighter: Heavyweights |    |                          |                  |
| 215 | 15 | «Used Car»               | 15 декабря 2011  |
| Бивис и Баттхед прогуливаются около магазина подержанных машин и решаются на тест-драйв. Использованное видео: - отрывок из True Life - отрывок из Jersey Shore |    |                          |                  |
| 216 | 16 | «Bounty Hunters»         | 15 декабря 2011  |
| Бивис и Баттхед играют в «охотноков за головами». Использованное видео: - Yolanda Be Cool and DCUP — «We No Speak Americano» - Avi Buffalo — «What’s In It For?» |    |                          |                  |
| 217 | 17 | «Time Machine»           | 15 декабря 2011  |
| Ван Дриссен везёт класс в музей исторической реконструкции, где воссоздана деревня 1832 года. Бивис и Баттхед спят во время поездки и когда приезжают на место думают, что переместились во времени по-настоящему. Использованное видео: - отрывок из 16 and Pregnant - Porcelain Black featuring Lil Wayne — «This Is What Rock n’ Roll Looks Like»                                       |    |                          |                  |
| 218 | 18 | «Massage»                | 15 декабря 2011  |
| Вдохновлённые красивыми женщинами, которые приходят на массаж в торговом центре, Бивис и Баттхед открывают свой импровизированный массажный салон. Использованное видео: - отрывок из Jersey Shore |    |                          |                  |
| 219 | 19 | «School Test»            | 22 декабря 2011  |
| В Хайленской школе есть двое плохих учеников, но действует закон по которому в школах не должно быть отстающих детей. Бивис и Баттхед должны сдать тестирование, во что бы то ни стало. Использованное видео: - отрывок из Jersey Shore - 3OH!3 — «Touchin' on My» |    |                          |                  |
| 220 | 20 | «Snitchers»              | 22 декабря 2011  |
| Тодд избил парня возле магазина, а Бивис и Баттхед единственные свидетели. Теперь им предстоит давать показания в суде. Использованное видео: - отрывок из 16 and Pregnant - отрывок из True Life |    |                          |                  |
| 221 | 21 | «Whorehouse»             | 29 декабря 2011  |
| Дуэт перепутал клинику абортов и бордель. Использованное видео: - Travie McCoy featuring Bruno Mars — «Billionaire» - Jake Walden — «For Someone» |    |                          |                  |
| 222 | 22 | «Going Down»             | 29 декабря 2011  |
| Бивис и Баттхед застряли в лифте с симпатичной женщиной. Использованное видео: - отрывок из Jersey Shore - Earl Greyhound — «Shotgun» |    |                          |                  |

### Сезон 9 (2022)
1 июля 2020 года стало известно, что планируются к выпуску два новых сезона «Бивиса и Баттхеда». Премьера первого нового сезона, снятого для Paramount+, состоялась 4 августа 2022 года.
| № общий | № в сезоне | Название                  | Режиссёр        | Автор сценария             | Дата премьеры    |
| --- | ---------- | ------------------------- | --------------- | -------------------------- | ---------------- |
| 223 | 1          | «Escape Room»             | Том Смит        | Иден Дранджер              | 4 августа 2022   |
| Две случайные девушки приглашают Бивиса и Баттхеда пройти с ними квест-комнату. Мальчики соглашаются, но, перепутав двери, пытаются найти выход из туалета. Использованное видео: - Mary Catherine — «My College Decision Reaction» (YouTube) - scconvict — «how to make prison tattoo ink» (TikTok) |            |                           |                 |                            |                  |
| 224 | 2          | «The Special One»         | Том Смит        | Лью Мортон                 | 4 августа 2022   |
| За магазином Бивис находит горящий мусорный контейнер. Бивис, который преклоняется перед огнём, начинает получать от него задания, однако они оказываются не «крутыми». Огонь просит Бивиса побегать по школьному стадиону, убрать мусор и написать реферат. Использованное видео: - Cale Dodds — «I Like Where This Is Going» |            |                           |                 |                            |                  |
| 225 | 3          | «Boxed In»                | Майкл Циммерман | Мосс Перриконе             | 4 августа 2022   |
| Ван Дриссен отнимает на уроке у Бивиса дрель. Бивис и Баттхед решают спрятаться в коробке, чтобы дождаться окончания учебного дня, а потом забрать из кабинета свою дрель назад. Выбраться же из коробки у дуэта получается не сразу. Использованное видео: - Gibi ASMR — «Gibi-Slow & Gentle-ASMR» (YouTube) - CNCO — «Por Amarte Asi» |            |                           |                 |                            |                  |
| 226 | 4          | «Beekeepers»              | Майкл Циммерман | Грег Грабиански            | 4 августа 2022   |
| На фермерском рынке Бивис и Баттхед узнают, что мёд пчёл дорого стоит. Мальчики притаскивают к себе домой осиное гнездо, из расчёта, что эти насекомые сделают им мёд для продажи. Использованное видео: - BTS — «Dynamite» |            |                           |                 |                            |                  |
| 227 | 5          | «Roof»                    | Джон Ахенбах    | Лью Мортон                 | 11 августа 2022  |
| Том Андерсон уезжает по делам и просит Бивиса и Баттхеда принять его посылки из интернет-магазина. Полученный слуховой аппарат они сразу же выбрасывают, а хрустальную чашу хотят сбросить с крыши, но застревают на ней. Использованное видео: - Post Malone — «Circles» |            |                           |                 |                            |                  |
| 228 | 6          | «River»                   | Джон Ахенбах    | Джесс Дуэк                 | 11 августа 2022  |
| Дуэт хочет произвести впечатление на девушек своими телами, поэтому они идут в общественный бассейн. Туда их не пускают, и мальчики решают сплавляться по реке в погоне за девушками, которых они видели с моста. Использованное видео: - Drain Medic — «Clogged Drain #124 Remove a Broken Sewer Cable from a Main Drain» (YouTube) - AMPISOUND — «Paris Rooftop Parkour POV» (YouTube) |            |                           |                 |                            |                  |
| 229 | 7          | «The New Enemy»           | Джеффри Джонсон | Сэм Джонсон и Крис Марсель | 18 августа 2022  |
| Еноты воруют у Бивиса и Баттхеда начос. Дуэт делает для них ловушку. Использованное видео: - Camila Cabello — «Don’t Go Yet» - Institute of Human Anatomy — «Will A Cow’s Eye Bounce?» (YouTube) |            |                           |                 |                            |                  |
| 230 | 8          | «The Doppelganger»        | Джеффри Джонсон | Кристофор Браун            | 18 августа 2022  |
| Бивис случайно знакомится на улице с человеком похожим на Баттхеда, а потом не может от него отделаться. Использованное видео: - Heidi Lavon — «How To Shake Your Meat» (TikTok) |            |                           |                 |                            |                  |
| 231 | 9          | «Nice Butt-Head»          | Том Смит        | Морган Мёрфи               | 25 августа 2022  |
| Баттхеду из-за его излишней агрессивности прописывают лекарство. Под действием таблеток Баттхед становится вежливым и прилежным. Использованное видео: - Alyssa’s Animal Sanctuary — «Good Morning Farm» (YouTube) |            |                           |                 |                            |                  |
| 232 | 10         | «Home Aide»               | Том Смит        | Дэвид Джавербаум           | 25 августа 2022  |
| Эпизод про будущее. Взрослые Бивис и Баттхед сидят на пособии по безработице. Когда у дуэта заканчиваются деньги, Бивис отправляется в центр занятости за новым пособием. Там ему предлагают несложную работу. Бивису будет нужно помогать человеку, который не может сам о себе позаботиться. Бивис отправляется по указанному адресу и обнаруживает, что ухаживать он должен за Баттхедом. Использованное видео: - JoJo — «Worst (I Assume)» - Stargirl the Practical Witch — «Your Future Self» (YouTube) |            |                           |                 |                            |                  |
| 233 | 11         | «Virtual Stupidity»       | Майкл Циммерман | Джордан Мендоса            | 1 сентября 2022  |
| Бивис и Баттхед, находясь в торговом центре, хотят испытать очки виртуальной реальности. Путая прилавки, они надевают обычные солнцезащитные очки, но, тем не менее, начинают думать, что оказались в очень реалистичной видеоигре. Использованное видео: - Voice Lesson.com — «Want a Smooth Voice? Do This» (YouTube) - Josie Dunne — «Good Boys» |            |                           |                 |                            |                  |
| 234 | 12         | «Locked Out»              | Майкл Циммерман | Грег Грабиански            | 1 сентября 2022  |
| Бивис и Баттхед не могут попасть домой, так как дверь заперта, а ключей ни у кого нет. Использованное видео: - Tones and I — «Cloudy Day» |            |                           |                 |                            |                  |
| 235 | 13         | «Kidney»                  | Джон Ахенбах    | Дэвид Джавербаум           | 8 сентября 2022  |
| Эпизод про будущее. У Бивиса отказывают почки и Стюарт жертвует ему свою. Использованное видео: - Tyler, the Creator — «See You Again» |            |                           |                 |                            |                  |
| 236 | 14         | «The Good Deed»           | Джон Ахенбах    | Лью Мортон                 | 8 сентября 2022  |
| Бивис и Баттхед путают ДДТ со «шпанской мушкой» и приносят инсектицид на школьные танцы. Использованное видео: - «Relax with Rafe» (YouTube) - Benee — «Supalonely» |            |                           |                 |                            |                  |
| 237 | 15         | «Two Stupid Men»          | Джеффри Джонсон | Мосс Перриконе             | 15 сентября 2022 |
| Эпизод про будущее. Бивис и Баттхед в качестве присяжных разбирают запутанное дело с ограблением магазина. Использованное видео: - Cardi B — «WAP» - nichellelaus — «Zip Tied To A Tree» (YouTube) |            |                           |                 |                            |                  |
| 238 | 16         | «Freaky Friday»           | Джеффри Джонсон | Дэвид Джавербаум           | 15 сентября 2022 |
| После просмотра фильма «Чумовая пятница» Бивис и Баттхед думают, что тоже поменялись телами. Использованное видео: - Olivia Rodrigo — «Drivers License» |            |                           |                 |                            |                  |
| 239 | 17         | «Weird Girl»              | Том Смит        | Джесс Дуэк                 | 22 сентября 2022 |
| Странная девочка в школе обращает внимание на Бивиса, поскольку он тоже странный. Бивис, однако, не понимает её знаков внимания. Использованное видео: - How Far Is Tattoo Far? (MTV) |            |                           |                 |                            |                  |
| 240 | 18         | «Time Travelers»          | Том Смит        | Крис Марсель               | 22 сентября 2022 |
| Бивис и Баттхед на экскурсии посещают границу штата. Там они узнают, что в соседнем штате другой часовой пояс. Дуэт отправляется в соседний штат, чтобы попасть в будущее. Использованное видео: - Jacob Sartorius — «Chapstick» - «Diving with Bull Sharks» (YouTube) |            |                           |                 |                            |                  |
| 241 | 19         | «Spiritual Journey»       | Майкл Циммерман | Дэн О’Кифи                 | 29 сентября 2022 |
| На чипсинке начос Бивис видит изображение человека похожего на Иисуса. Бивис воспринимает это как знак. Использованное видео: - Leikeli47 — «Attitude» - «New Zealand Girl Eats 10 Big Macs» (YouTube) - Marina — «Venus Fly Trap» - «Lizard Dinner» (YouTube) |            |                           |                 |                            |                  |
| 242 | 20         | «Refuse Service»          | Джон Ахенбах    | Кристофор Браун            | 6 октября 2022   |
| Работая в «Мире бургеров» Бивис и Баттхед узнают, что могут отказывать клиентам в обслуживании если те, например, ведут себя агрессивно. Дуэт решает отказывать всем без разбора. Использованное видео: - Olivia Rodrigo — «Good 4 U» - JonsBones — «Unboxing Human Skulls» (YouTube) |            |                           |                 |                            |                  |
| 243 | 21         | «Downward Dumbass»        | Джон Ахенбах    | Грег Грабиански            | 6 октября 2022   |
| Бивис узнаёт, что в штанах для йоги все начинают выглядеть сексуально, поэтому хочет себе такие штаны. Использованное видео: - «Bushcraft Breakfast» (YouTube) |            |                           |                 |                            |                  |
| 244 | 22         | «The Most Dangerous Game» | Джеффри Джонсон | Джесс Дуэк                 | 13 октября 2022  |
| Бивис рассказывает Баттхеду, как можно заставить человека описаться в штаны. Для этого, когда человек уснёт, его руку нужно опустить в тазик с тёплой водой. Теперь оба вынуждены бодрствовать, так как ожидают друг от друга подобного подвоха. Использованное видео: - «Chinese War Sword» (YouTube) |            |                           |                 |                            |                  |
| 245 | 23         | «Bone Hunters»            | Джеффри Джонсон | Грег Грабиански            | 13 октября 2022  |
| Бивис и Баттхед узнают, что кости динозавров стоят очень дорого и что некоторые даже находят такие кости у себя во дворе. Дуэт находит в одном из соседних дворов груду костей, оставшихся после вечеринки, и пытается склеить из них динозавра. Использованное видео: - Ghosted: Love Gone Missing (MTV) |            |                           |                 |                            |                  |

### Сезон 10 (2023)
| № общий | № в сезоне | Название                              | Режиссёр           | Автор сценария                           | Дата премьеры  |
| --- | ---------- | ------------------------------------- | ------------------ | ---------------------------------------- | -------------- |
| 246 | 1          | «Meditation Sucks»                    | Том Смит           | Меган Плетича                            | 20 апреля 2023 |
| Во время медитации, устроенной Ван Дриссеном, Бивису и Баттхеду удаётся выйти на астральный план, так как для этого нужно всего лишь какое-то время ни о чём не думать. Дуэт легко справляется с этой задачей. Использованное видео: - Lil Nas X featuring Jack Harlow — «Industry Baby» |            |                                       |                    |                                          |                |
| 247 | 2          | «Polling Place»                       | Джон Ахенбах       | Джимми О. Ян                             | 20 апреля 2023 |
| На телевизоре Бивиса и Баттхеда зависло изображение, поэтому дуэт решает посмотреть на настоящих девушек и отправляется в стриптиз-клуб. По пути они попадают на избирательный участок и принимают участие в голосовании. Использованное видео: - Wale — «Poledancer» - Quarter Hoarder — «Metal Detecting» (YouTube) |            |                                       |                    |                                          |                |
| 248 | 3          | «Old Man Beavis»                      | Том Смит           | Арти Йоханн и Лью Мортон                 | 20 апреля 2023 |
| Бивис и Баттхед не могут купить в магазине пиво. Баттхед гримирует Бивиса под старика, но по пути в магазин Бивиса забирает автобус из дома престарелых. Там одна взрослая женщина обращает на Бивиса внимание. Том Андерсон рассказывает военную историю про битву при Инчхоне. Использованное видео: - «Summer Trickshots» (YouTube) |            |                                       |                    |                                          |                |
| 249 | 4          | «Hunting Trip»                        | Том Смит           | Аарон Браунштейн и Саймон Ганц           | 20 апреля 2023 |
| Том Андерсон отправляется на охоту на оленей и берёт с собой Бивиса и Баттхеда в качестве помощников. Использованное видео: - Audrey Nuna featuring Jack Harlow — «Comic Sans» |            |                                       |                    |                                          |                |
| 250 | 5          | «Pardon Our Dust»                     | Джеффри Джонсон    | Крис Марсил                              | 27 апреля 2023 |
| Эпизод про будущее. Взрослые Бивис и Баттхед за банку пива принимают участие в собрании городского совета, где требуют снести дом для малоимущих. Дуэт не понимает, что они сами живут в этом доме. Использованное видео: - Tiësto featuring Karol G — «Don’t Be Shy» |            |                                       |                    |                                          |                |
| 251 | 6          | «Pranks»                              | Майкл А. Циммерман | Грег Грабянски                           | 27 апреля 2023 |
| Бивис и Баттхед закидывают яйцами один из соседних домов. Когда же яйца заканчиваются, они обращаются к хозяевам этого дома и просят дать им ещё. Использованное видео: - Nicki Minaj — «Barbie Tingz» |            |                                       |                    |                                          |                |
| 252 | 7          | «Hellhole»                            | Джон Ахенбах       | Аарон Браунштейн и Саймон Ганц           | 4 мая 2023     |
| Бивис и Баттхед падают в канализационный люк и думают, что оказались в апартаментах Сатаны. Использованное видео: - Ariana Grande — «34+35» |            |                                       |                    |                                          |                |
| 253 | 8          | «Take a Bow»                          | Том Смит           | Сэм Джонсон и Крис Марсил                | 4 мая 2023     |
| Из-за постоянных ударов Баттхеда у Бивиса начинают болеть тестикулы, и ему приходится обратиться в больницу. Баттхед посещает больничную часовню, так как начинает думать, что убил Бивиса. Использованное видео: - «Mountain Dew Chug» (YouTube) - Camino — «Burning Fire» |            |                                       |                    |                                          |                |
| 254 | 9          | «Tobacco Farmers»                     | Майкл А. Циммерман | Мосс Перриконе                           | 11 мая 2023    |
| Бивис и Баттхед узнают в школе, что Джордж Вашингтон был фермером и выращивал табак. Теперь они собирают окурки, чтобы посеять их. Использованное видео: - Sabrina Carpenter — «Skinny Dipping» |            |                                       |                    |                                          |                |
| 255 | 10         | «Married»                             | Джеффри Джонсон    | Сэм Джонсон и Крис Марсил                | 11 мая 2023    |
| Эпизод про будущее. Бивис и Баттхед хотели восстановить водительские права, но случайно встали не в ту очередь и женились друг на друге. Использованное видео: - «My NYC Apartment Tour» (YouTube) |            |                                       |                    |                                          |                |
| 256 | 11         | «Sad Boys»                            | Майкл А. Циммерман | Майлз Вуд                                | 18 мая 2023    |
| Бивис и Баттхед думают, что смогут добиться успеха у девушек, если будут изображать грусть. Школьный психолог считает, что у мальчиков сильная депрессия и направляет их в психиатрическую больницу. Использованное видео: - Help! I’m in a Secret Relationship! (MTV) |            |                                       |                    |                                          |                |
| 257 | 12         | «Are You There, God? It’s Me, Beavis» | Джон Ахенбах       | Мосс Перриконе                           | 18 мая 2023    |
| Бивис обеспокоен изменениями, произошедшими в его теле. Он стал агрессивным, а изо рта у него теперь идёт пена. Даже Баттхед начал его бояться. Началось же всё с того, что Бивиса укусил бешеный скунс. Использованное видео: - Tank featuring Ty Dolla Sign and Trey Songz — «When We» (Remix) |            |                                       |                    |                                          |                |
| 258 | 13         | «The Day Butt-Head Went Too Far»      | Майкл А. Циммерман | Грег Грабянски и Лью Мортон              | 25 мая 2023    |
| Бивис потерял сознание на улице и обгорел на солнце. Теперь Баттхед без конца шлёпает его по его обгоревшей спине. Бивис принимает решение убить Баттхеда. Он нанимает киллера в строительном магазине. Том Андерсон рассказывает военную историю про сражение за хребет Разбитых Сердец. Использованное видео: - Lil Nas X — «Montero (Call Me By Your Name)» |            |                                       |                    |                                          |                |
| 259 | 14         | «Spring Break»                        | Джон Ахенбах       | Мосс Перриконе                           | 25 мая 2023    |
| В школе начались каникулы, и дуэт решает отправиться во Флориду. Они забираются в большую коробку в надежде отправить себя на пляж по почте. Коробку забирает мусорная машина и отвозит на свалку. Использованное видео: - Coyote Peterson — «Milking Deadly Snakes» (YouTube) |            |                                       |                    |                                          |                |
| 260 | 15         | «The Warrior»                         | Джеффри Джонсон    | Крис Марсил                              | 1 июня 2023    |
| Бивис и Баттхед давили помидоры в школьной столовой и случайно брызнули томатным соком на спортсмена. Тот вызвал Бивиса на драку после школы. Баттхед готовит Бивиса к драке. Использованное видео: - «How to Pose Men for Photography» (YouTube) |            |                                       |                    |                                          |                |
| 261 | 16         | «Vasectomies»                         | Джеффри Джонсон    | Лиза Бест                                | 1 июня 2023    |
| Эпизод про будущее. Бивис и Баттхед подумывают о вазэктомии. По их мнению, эта операция может, наконец, приблизить их к сексу с женщинами. В последний момент дуэт отказывается от этой затеи, так как начинает задумываться о перспективах отцовства. Использованное видео: - «6 Steps to Be a Confident Alpha Male in 30 Days!» (YouTube) |            |                                       |                    |                                          |                |
| 262 | 17         | «Stolen Valor»                        | Том Смит           | Эдриан Макнейр                           | 8 июня 2023    |
| Эпизод про будущее. Бивис и Баттхед отправляются на встречу ветеранов, чтобы выпить бесплатного пива. Использованное видео: - Ava Max — «Torn» |            |                                       |                    |                                          |                |
| 263 | 18         | «Breeding Frenzy»                     | Том Смит           | Аарон Браунштейн и Саймон Ганц           | 8 июня 2023    |
| Бивис и Баттхед хотят заработать на разведении щенков и приносят енота на площадку для выгула собак. Использованное видео: - «I Turn My Car into a GIANT CHIA PET» (YouTube) |            |                                       |                    |                                          |                |
| 264 | 19         | «Hoarders»                            | Майкл А. Циммерман | Аннабел Сеймур                           | 15 июня 2023   |
| После просмотра по телевизору реалити-шоу Бивис и Баттхед решают стать барахольщиками. Использованное видео: - The Knitting Man — «How I Learned to Knit» (YouTube) |            |                                       |                    |                                          |                |
| 265 | 20         | «Needle Dicks»                        | Майкл А. Циммерман | Арти Йоханн                              | 15 июня 2023   |
| Для улучшения самочувствия мистер Ван Дриссен советует Бивису и Баттхеду иглоукалывание. Бивис с огромным удовольствием ходит с иголками на лице, в то время как Баттхед иголок боится. Использованное видео: - «How to Scream: 4 Simple Steps for Complete Beginners» (YouTube) |            |                                       |                    |                                          |                |
| 266 | 21         | «The Ciabatta Zone»                   | Джон Ахенбах       | Дэйв Инхленфелд, Дэвид Райт и Лью Мортон | 22 июня 2023   |
| В «Мире бургеров» новый бургер из хлеба чиабатта. Баттхеда в костюме бургера ставят у входа в кафе его рекламировать. В таком виде Баттхед привлекает внимание девушек, которые хотят с ним сфотографироваться. Бивис сам бы хотел походить в таком костюме. Том Андерсон рассказывает очередную историю о Корейской войне. Использованное видео: - Post Malone featuring Roddy Ricch — «Cooped Up» - «Daily Routine of a CEO — How I Structure My Day (Update)» (YouTube) |            |                                       |                    |                                          |                |
| 267 | 22         | «Warehouse»                           | Джон Ахенбах       | Стив Лукнер                              | 22 июня 2023   |
| Эпизод про будущее. Бивис и Баттхед устраиваются работать на склад в крупную компанию, занимающуюся онлайн-торговлей. |            |                                       |                    |                                          |                |
| 268 | 23         | «Abduction»                           | Джеффри Джонсон    | Сэм Джонсон и Крис Марсил                | 29 июня 2023   |
| Умные Бивис и Баттхед из альтернативной Вселенной отправляются на Землю, чтобы похитить человека для исследований. Пришельцы похищают Тома Андерсона. Использованное видео: - Ronnie Dunn — «Let the Cowboy Rock» |            |                                       |                    |                                          |                |
| 269 | 24         | «Sleepover»                           | Джеффри Джонсон    | Дэвид Джавербаум                         | 29 июня 2023   |
| Коди приглашает Бивиса и Баттхеда посмотреть, как он играет в видеоигру. Бивис и Баттхед отказываются уходить домой, пока он не даст поиграть и им. Родители Коди рады, что он, наконец, завёл себе друзей. Использованное видео: - «Purity Sound Bath» (YouTube) |            |                                       |                    |                                          |                |